# Marsilius von Padua

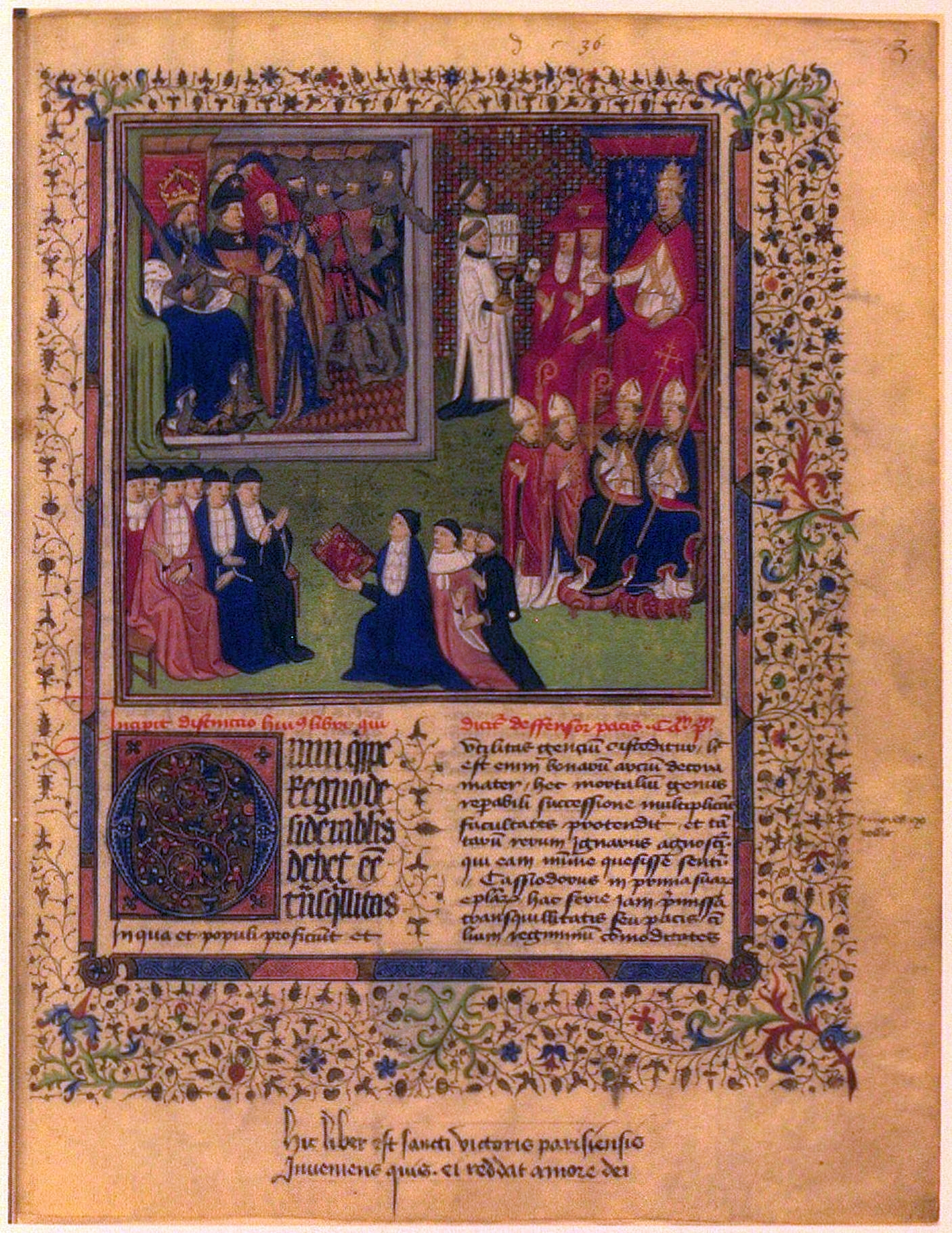
Marsilius von Padua (unten Mitte) überreicht einer Gruppe von Gelehrten seinen Defensor pacis. Links oben der Kaiser, rechts oben der Papst. Buchmalerei in der Prachthandschrift Paris, Bibliothèque nationale de France, Lat. 14620, fol. 3r (15. Jahrhundert)

Marsilius von Padua (italienisch Marsilio da Padova, ursprünglich Marsiglio de’ Mainardini, mittellateinisch latinisiert Marsilius Paduanus; * um 1285/1290 in Padua; † 1342/1343 in München) war ein italienischer Staatstheoretiker, Politiker und Publizist.
Marsilius studierte aristotelische Philosophie, Medizin und Theologie an der Pariser Universität, an der er anschließend eine Lehrtätigkeit aufnahm. In Paris verfasste er sein umfangreiches staatstheoretisches Hauptwerk, den 1324 vollendeten Defensor pacis (Verteidiger des Friedens), in dem er heftige Kritik am politischen Machtanspruch des Papsttums übte und den amtierenden Papst Johannes XXII. scharf angriff. Um die Mitte der 1320er Jahre übersiedelte er nach Bayern, um sich in den Dienst des römisch-deutschen Königs Ludwig IV. zu stellen, der mit Johannes XXII. im Streit lag. Nach dem Bekanntwerden der Ideen des Defensor pacis wurde er vom Papst exkommuniziert und als Häretiker verurteilt. Marsilius begleitete Ludwig auf dessen Romzug 1327–1328 als Berater und übernahm politische Aufträge. Nach der Rückkehr aus Italien verbrachte er seine restliche Lebenszeit in München, wo er seinen Kampf gegen die weltliche Macht der römischen Kirche fortsetzte.
In seiner politischen Theorie entwarf Marsilius das Modell eines von kirchlicher Bevormundung freien, autonomen Staates, in dem die Staatsgewalt letztlich vom Volk ausgeht und die Regierung mit der Vollstreckung des Volkswillens beauftragt ist und der Kontrolle durch das Volk oder dessen gewählte Beauftragte unterliegt. Ein solcher Staat kann dem Konzept zufolge eine Republik oder eine Monarchie sein; in letzterem Fall soll die Königswürde nicht vererbt, sondern durch Wahl erlangt werden, wobei das Wahlgremium durch ein Volksmandat legitimiert sein soll. Die Entscheidungsgewalt der Stimmbürger über die Gesetzgebung und die Ämterbesetzung unterliegt im Prinzip keiner Einschränkung, doch kann das Volk nach Belieben einzelne Funktionen delegieren. Bei Uneinigkeit in der Bürgerschaft soll der „gewichtigere Teil“ entscheiden.
Im Rückgriff auf die Staatstheorie des Aristoteles begründete Marsilius seine Thesen ausführlich mit den Mitteln der scholastischen Argumentationsweise. Den Zweck der staatlichen Gemeinschaft sah er darin, befriedigende Lebensverhältnisse zu gewährleisten und damit Wohlstand und „bürgerliches Glück“ zu ermöglichen. Die Voraussetzung dafür sei der auf Rechtssicherheit beruhende innere Frieden in der Bürgerschaft. Dieser sei hauptsächlich durch die Privilegierung des Priesterstandes bedroht, denn die Machtgier der Geistlichen, vor allem der Päpste, habe die schlimmsten Streitigkeiten und Kämpfe herbeigeführt, die Herrschaft des Gesetzes untergraben und Italien ins Elend gestürzt. Daher müsse die kirchliche Sonderjustiz beseitigt werden, der Klerus sei uneingeschränkt der staatlichen Gerichtsbarkeit zu unterstellen. Für die Kirche forderte Marsilius die Abschaffung der hierarchischen Herrschaftsstruktur, Wahl der Amtsträger durch die Gemeinden oder durch vom Volk eingesetzte Gremien, Gleichberechtigung der Bischöfe untereinander und Beschränkung der päpstlichen Befugnisse auf ausführende Funktionen. Strittige Glaubensfragen seien durch ein allgemeines Konzil zu klären.
Die Wirkung der neuen Staatslehre blieb zu Lebzeiten ihres Urhebers und in den folgenden Jahrzehnten bescheiden. In der Frühen Neuzeit lieferte der Defensor pacis protestantischen Publizisten Argumente gegen das Papsttum. Ein neues Interesse erwachte in der Moderne; man rühmte Marsilius oft als Vorläufer neuzeitlicher Errungenschaften, der für Volkssouveränität, repräsentative Demokratie und Laizismus eingetreten sei. Historiker warnen jedoch vor einer unreflektierten Übertragung neuzeitlicher Begriffe auf spätmittelalterliche Verhältnisse. Unabhängig davon gilt der Defensor pacis heute als Klassiker des politischen Denkens.

## Leben

### Herkunft, Ausbildung und Lehrtätigkeit
Marsilius hieß ursprünglich Marsilio oder Marsiglio de’ Mainardini, denn er stammte aus der Familie der Mainardini, die zur Oberschicht der autonomen Stadtrepublik Padua gehörte. Sein Vater Bonmatteo und sein Onkel Corrado waren Notare, sein Bruder Giovanni war Richter. Die Ansätze zur Datierung seiner Geburt schwanken zwischen 1275 und etwa 1290; einige Wahrscheinlichkeit spricht für eine Einengung auf die Zeit um 1285/1290.
Über die Kindheit des Marsilius ist nichts überliefert. Seine wissenschaftliche Ausbildung erhielt er an der Pariser Universität, möglicherweise im Anschluss an ein anfängliches Studium in Padua. Zunächst studierte er die „Artes“, die „Freien Künste“, zu deren Stoff aristotelische Logik, Ethik, Metaphysik und Naturphilosophie zählten. Nach der Erlangung des Magistergrads übte er an der Artistenfakultät eine Lehrtätigkeit aus. Im Dezember 1312 wurde er von den Pariser Magistern für drei Monate zum Rektor gewählt. Von dem Prähumanisten Albertino Mussato, der ihn als Freund schätzte und bewunderte, ließ er sich anhand der Tragödien Senecas in die klassische lateinische Dichtkunst einführen. In erster Linie beschäftigte er sich mit philosophischen Themen. Daneben wandte er sich dem Studium der Medizin zu, anscheinend ohne einen Abschluss zu erreichen; immerhin praktizierte er später als Arzt.
Wichtige Anregungen empfing Marsilius von zwei bedeutenden Wissenschaftlern, dem Arzt Pietro d’Abano und dem Philosophen Johannes von Jandun. Beide waren eigenständige Denker und gelangten im Lauf ihrer philosophischen Entwicklung zu Ansichten, die aus kirchlicher Sicht häretisch waren. Pietro, der aus der Gegend von Padua stammte, gehörte einer älteren Generation an und war wohl ein Lehrer des Marsilius. Er lebte und lehrte teils in Paris, teils in seiner Heimat. Mit Jandun, einem etwa gleichaltrigen französischen Magister, war Marsilius eng befreundet.
In den frühen zwanziger Jahren studierte Marsilius in Paris Theologie. Damit muss er noch im Juni 1324 beschäftigt gewesen sein, denn zu diesem Zeitpunkt wohnte er in einem für Theologiestudenten bestimmten Haus.

### Bemühungen um den Lebensunterhalt und politische Parteinahme
In der Zeit seiner Pariser Lehrtätigkeit, die von mindestens einem Aufenthalt in der Heimat unterbrochen wurde, setzte sich Marsilius intensiv mit Fragen der Staatstheorie auseinander. Dabei bildeten die Spannungen seiner konfliktreichen Gegenwart den aktuellen Hintergrund. Anfangs war er noch nicht papstfeindlich gesinnt, vielmehr hoffte er auf päpstliche Gunst. Nachdem im August 1316 der Franzose Jacques Duèze zum Papst gewählt worden war und den Namen Johannes XXII. angenommen hatte, womit eine zweijährige Sedisvakanz beendet worden war, begab sich Marsilius nach Avignon, wo der neue Oberhirte residierte. Der Zweck der Reise war die Bewerbung um eine Pfründe, die den Lebensunterhalt des Magisters sichern sollte. Wohl dank einem in Paris aufgebauten hilfreichen Netzwerk gelang es ihm, die Fürsprache von zwei italienischen Kardinälen, Giacomo Gaetani de’ Stefaneschi und Francesco Gaetani, zu erlangen. Francesco Gaetani war ein Neffe des 1303 gestorbenen Papstes Bonifaz VIII., eines umstrittenen Kirchenfürsten, der dem weltlichen Machtanspruch der Päpste die bisher schärfste Formulierung gegeben hatte. Das Vorhaben war erfolgreich: Am 14. Oktober 1316 erhielt Marsilius durch päpstliche Provision die Anwartschaft auf ein Kanonikat in der Diözese Padua. Anderthalb Jahre später reagierte Johannes XXII. auf ein weiteres Gesuch des paduanischen Bittstellers wiederum wohlwollend: Am 5. April 1318 stellte er ihm die erste freiwerdende Pfründe in seiner Heimatdiözese in Aussicht. Solche päpstliche Provisionen waren ein üblicher Weg zur wirtschaftlichen Versorgung von Universitätslehrern. Allerdings waren die Anwartschaften unverbindlich, nur wenige von ihnen führten zu einer tatsächlichen Übertragung der vorgesehenen Pfründe. Als Anwärter brauchte man noch nicht Geistlicher zu sein.
In der Folgezeit kam es jedoch zwischen dem Papst und dem Staatstheoretiker zu einer Entfremdung, deren Ursache unklar ist. Möglicherweise hatte Marsilius während seines Aufenthalts in Avignon Übelstände an der Kurie erlebt, die ihn zu einem Widersacher des Papsttums machten. Jedenfalls wurde der Paduaner politisch aktiv und trat als Gegner der päpstlichen Interessen in Norditalien hervor. Damals tobten in den Staaten Reichsitaliens zahlreiche Konflikte, in denen unter anderem kirchliche und weltliche Machtansprüche aufeinanderprallten. Seit dem epochalen Kampf Kaiser Friedrichs II. gegen die römische Kurie im 13. Jahrhundert bekämpften einander die Guelfen, die – mit Ausnahmen – päpstliche Positionen unterstützten, und die Ghibellinen, die für den Vorrang des Kaisertums eintraten. Immer wieder entlud sich der Hass zwischen ihnen gewaltsam; Anhänger der jeweils unterlegenen Seite wurden verbannt. Padua war traditionell guelfisch, doch Marsilius ergriff für die Ghibellinen Partei. Er stellte sich in den Dienst zweier namhafter norditalienischer Ghibellinenführer, Cangrande della Scala aus Verona und Matteo Visconti aus Mailand, die beide im April 1318 vom Papst exkommuniziert worden waren. In deren Auftrag bemühte er sich im Frühjahr 1319 um eine Allianz papstfeindlicher Kräfte. Er versuchte den Grafen Karl von La Marche, den künftigen französischen König Karl IV., zu einem militärischen Eingreifen in Italien zu bewegen; der Graf sollte das Kommando über die ghibellinischen Truppen übernehmen. Diesem Vorhaben war kein Erfolg beschieden, doch der Papst nahm die Gefahr sehr ernst. In seinen Augen war Marsilius nun ein Verräter.

### Übersiedlung nach Deutschland und Verurteilung
In den frühen 1320er Jahren arbeitete Marsilius in Paris an seinem umfangreichen staatstheoretischen Hauptwerk, dem Defensor pacis (Verteidiger des Friedens), in dem er dem päpstlichen Anspruch auf weltliche Macht scharf entgegentrat. Aus den Quellen geht nicht hervor, wann der am 24. Juni 1324 vollendete Defensor pacis, der antiklerikale Polemik und heftige Schmähungen gegen Johannes XXII. enthält, in Umlauf kam. Jedenfalls musste Marsilius, wenn er sich als Verfasser der Streitschrift zu erkennen gab, den Machtbereich der päpstlichen Gerichtsbarkeit verlassen. Spätestens 1326 verlegten er und sein gleichgesinnter Freund Jandun ihren Wohnsitz nach Deutschland. Bis in neuere Zeit ging die Forschung davon aus, dass er nach der Fertigstellung des Defensor pacis zunächst zwei Jahre lang unbehelligt in Paris geblieben sei. Erst im Sommer 1326 sei die Pariser bischöfliche Inquisition auf die papstfeindliche Streitschrift aufmerksam geworden. Darauf hätten sich Marsilius und Jandun einer Vorladung des Inquisitors durch eine überstürzte Flucht nach Bayern entzogen. Dieser gängigen Rekonstruktion der Ereignisse widersprach jedoch Frank Godthardt 2011 in einer eingehenden Untersuchung. Er konnte zeigen, dass die Inquisition zum Zeitpunkt der Abreise noch nichts von den brisanten Thesen des Defensor pacis wusste und dass es keinen Beleg für die Vermutung gibt, der Wohnsitzwechsel sei als Flucht vor einem Inquisitionsverfahren zu deuten. Vielmehr begaben sich nach Godthardts Ergebnissen die beiden Gelehrten im Zeitraum 1324–1326 aus eigenem Antrieb nach Deutschland, um in den Dienst König Ludwigs des Bayern zu treten, denn sie konnten davon ausgehen, dass dessen politische Ziele mit ihren Absichten weitgehend übereinstimmten. Ludwig war ein erbitterter Widersacher des Papstes, der seine Wahl zum römisch-deutschen König nicht anerkannte, und befand sich seit März 1324 wegen Häresie im Kirchenbann. Er sprach dem Papst die Befugnis ab, über die Gültigkeit einer Königswahl zu befinden, und beschuldigte ihn, das Reich vernichten zu wollen. Zur Klärung des Streitfalls verlangte der Bayer die Einberufung eines allgemeinen Konzils, vor dem er sich rechtfertigen werde. Im Mai 1324 erklärte er, er könne nun Johannes XXII. nicht mehr als rechtmäßigen Papst anerkennen, da der Oberhirte selbst ein Häretiker sei. Mit diesem Beharren auf der Autonomie der weltlichen Gewalt nahm Ludwig eine Position ein, die der Überzeugung des Marsilius entsprach.

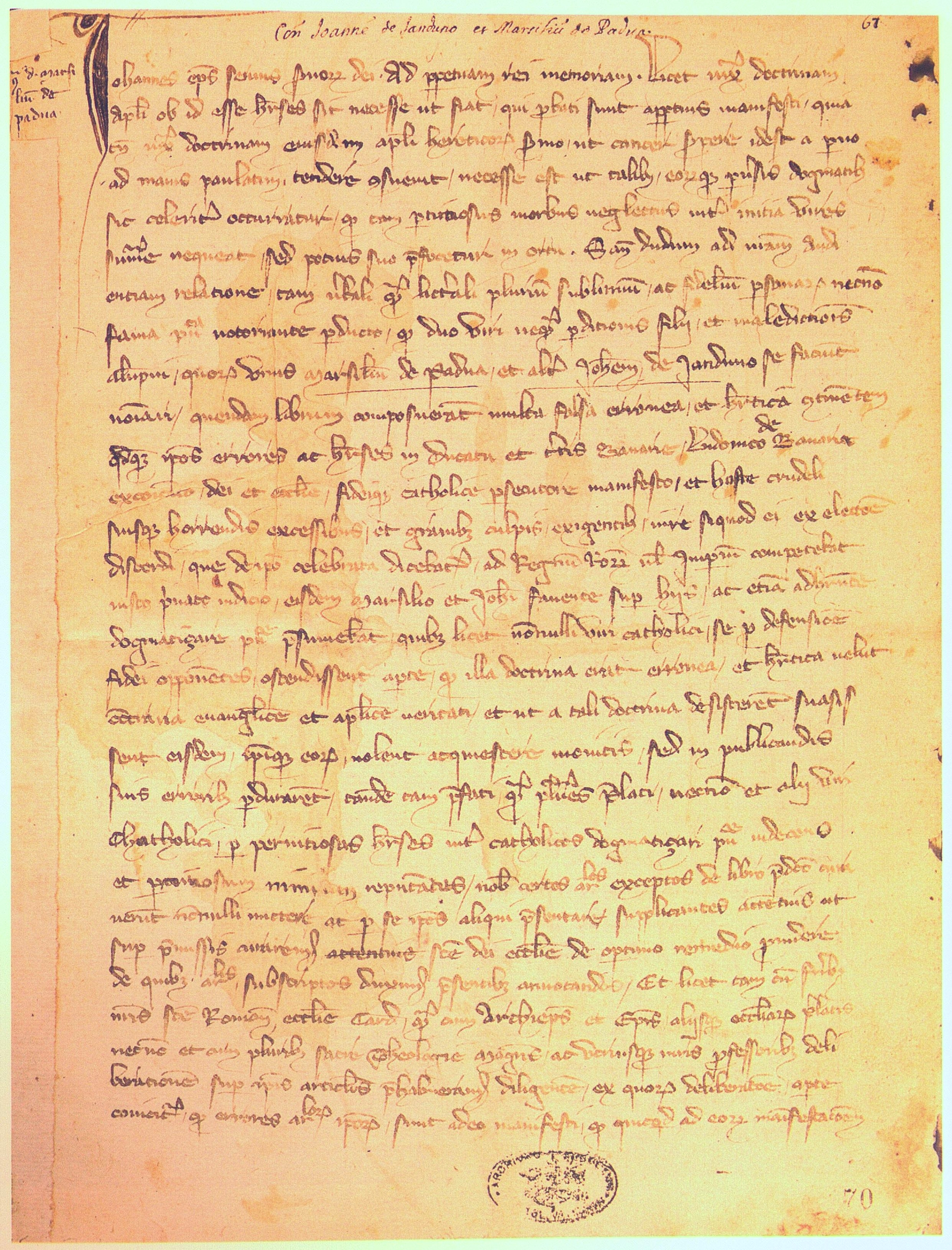
Die päpstliche Verurteilungsbulle Licet iuxta doctrinam vom 23. Oktober 1327. Rom, Archivio segreto Vaticano, Armadio XXXI, 42, fol. 70r

Als die kirchliche Obrigkeit 1327 gegen Marsilius und Jandun ermittelte, waren sie vor Verfolgung sicher, denn sie standen unter dem Schutz des Königs, der sie wohlwollend aufgenommen hatte. Allerdings waren die beiden Gelehrten von nun an völlig von Ludwigs Gunst abhängig. Sie durften zwar ihre Ansichten öffentlich vertreten und hatten am Hof Gönner, doch es gab in der Umgebung des Königs auch Ratgeber, die von der Aufnahme der Dissidenten abgeraten hatten, und päpstlich gesinnte Kreise hielten den Papst auf dem Laufenden. Johannes XXII. exkommunizierte die beiden „undankbaren“ Kritiker am 9. April 1327 und forderte sie auf, sich in Avignon am Sitz der Kurie einzufinden. Am folgenden 23. Oktober erließ er die Bulle Licet iuxta doctrinam, in der er fünf Thesen des Defensor pacis als häretisch verurteilte und die Verbreitung des Buches verbot. Zugleich verlangte der Papst, der die antikuriale Schrift für ein Gemeinschaftswerk von Marsilius und Jandun hielt, die Gefangennahme der beiden Kritiker, die er jetzt als Ketzer bezeichnete, und ihre Auslieferung an die kirchliche Obrigkeit. Dabei lag ihm der vollständige Originaltext der Abhandlung nicht vor, vielmehr stützte er sich nach seinen Angaben nur auf Mitteilungen, die er von seinen Informanten erhalten hatte. Durch das Lektüreverbot sicherte sich die Kurie in ihrem Machtbereich das Monopol auf die Darstellung der Position des Marsilius und damit die Deutungshoheit über seine politische Theorie.

### Beteiligung am Romzug Ludwigs des Bayern (1327–1330)
Um die Jahreswende von 1326 auf 1327 brach Ludwig nach Italien auf. Nach längeren Vorbereitungen in Trient begann er im März 1327 seinen Romzug in der Absicht, sich mit Hilfe der Ghibellinen militärisch gegen die Parteigänger des Papstes durchzusetzen. Marsilius und Jandun nahmen an dem Unternehmen teil. Monatelang blieb das Heer in Mailand, wo der König den abwesenden Erzbischof absetzte. Er ernannte Marsilius zum Administrator des vakanten Erzbistums, wobei er ihm die höchste Rechtsprechung über die Geistlichen und die Verwaltung der Güter der Erzdiözese übertrug, nicht jedoch die Zuständigkeit für die liturgischen und sakralen Aufgaben des Erzbischofs. Die ihm zugewiesenen Funktionen sollte der Staatstheoretiker als Vertreter der königlichen Gewalt (pro regia maiestate) ausüben. Somit beanspruchte Ludwig für die weltliche Macht das Recht, kirchliche Ämter zu vergeben und über Güter der Kirche zu verfügen. Damit entsprach er einer Forderung, die Marsilius im Defensor pacis erhoben hatte. Noch im November 1327, als der König längst in Richtung Rom weitergezogen war, hielt sich Marsilius in Mailand auf. Er nutzte seine Stellung als Administrator, um seine Lehren in großem Umfang zu propagieren, indem er papstfeindliche Pamphlete verbreitete. Offenbar hatte er beim König eine bedeutende Vertrauensstellung erreicht. Später machte er sich auf den Weg nach Rom.
Nach dem Einzug seiner Truppen in Rom ließ sich Ludwig dort am 17. Januar 1328 von Vertretern des stadtrömischen Volkes zum Kaiser krönen, womit er das herkömmliche päpstliche Krönungsprivileg missachtete. Die autonome Krönung entsprach den Grundsätzen der politischen Theorie des Marsilius, der zufolge für alle weltlichen Angelegenheiten nur die weltliche Gewalt zuständig sein soll und dem Klerus keine Mitsprache bei der Besetzung staatlicher Ämter zusteht. In welchem Ausmaß Ludwig dabei vom Gedankengut des Defensor pacis beeinflusst war, ist unbekannt. Ob er bei der politischen Ausgestaltung der Krönung dem Rat des Paduaners folgte, ist in der Forschung umstritten. Unklar ist auch Marsilius’ Anteil an der Absetzung des Papstes, die Ludwig am 18. April 1328 in Rom verkündete. Nach dem Bericht des Geschichtsschreibers Albertino Mussato war Marsilius an der Abfassung des Absetzungsurteils beteiligt. Dieses zeigt inhaltlich den Einfluss der Lehre des Defensor pacis, doch ist schwer zu bestimmen, inwieweit der Staatstheoretiker tatsächlich an der Formulierung mitwirkte.
Am 12. Mai wurde der Franziskaner Pietro Rainalducci vom Kaiser zum Gegenpapst eingesetzt, nachdem eine Volksversammlung durch Akklamation zugestimmt hatte. Der neue Amtsinhaber nahm den Namen Nikolaus V. an. An dieser Entscheidung Ludwigs und an der Festlegung des völlig traditionswidrigen Wahl- und Einsetzungsmodus hatte Marsilius anscheinend wesentlichen Anteil. Er verfügte auch über eine quellenmäßig nicht näher bestimmbare kaiserliche Vollmacht der „Stellvertretung“ (vicariatus). Zu seinen Aufgaben gehörte die Disziplinierung papsttreuer Geistlicher, die er zwang, trotz des von Johannes XXII. über Rom verhängten Interdikts Messen zu lesen und die Sakramente zu verwalten.
Angesichts einer prekären militärischen Lage und schwindender Geldmittel sah sich Ludwig Anfang August 1328 zum Abmarsch aus Rom gezwungen. Beim Abzug der Streitmacht nach Norden starb Jandun unterwegs. In Pisa schlossen sich dem Kaiser dissidente Franziskaner an, die sich dem Papst im Armutsstreit widersetzt hatten. Unter ihnen war der namhafte Philosoph Wilhelm von Ockham, ein erbitterter Gegner Johannes’ XXII. Erst 1330 traf Ludwig mit seinem Gefolge in München ein. Marsilius hatte sich auf dem Rückweg nach Deutschland vom Heer getrennt; bezeugt ist, dass er sich nach Como begab, um eine propagandistische Tätigkeit gegen den Papst zu entfalten.

### Leben in München (1330–1342/43)
Seine restlichen Lebensjahre verbrachte Marsilius in München. Er soll als Leibarzt des Kaisers fungiert haben, doch diese Annahme ist unzureichend belegt. Anscheinend behielten seine Ideen in den Kreisen der konsequenten Papstgegner einigen Einfluss; die an Ludwig gerichtete anonym überlieferte Denkschrift Quoniam scriptura von 1331, die vor einer Verständigung mit Johannes XXII. warnt, enthält acht Zitate aus dem Defensor pacis sowie Stellen aus Werken Ockhams. Allerdings war das Verhältnis der franziskanischen Dissidenten um Ockham zu Marsilius im Allgemeinen distanziert und von Meinungsverschiedenheiten geprägt.
Unklar und in der Forschung umstritten ist, wie sich die Beziehung zwischen Ludwig und Marsilius entwickelte. Der Kaiser residierte nicht ständig in München, er war oft auf Reisen. Ab 1330 bemühte er sich um eine Aussöhnung mit der Kurie, was eine Distanzierung von der harten Haltung seines Schützlings erforderte. Nach dem Tod des unnachgiebigen Papstes Johannes XXII. im Dezember 1334 schien sich die Aussicht auf eine Verständigung zu verbessern, doch blieb die Rolle des Marsilius ein heikles Problem in den Verhandlungen. Im Oktober 1336 räumte Ludwig gegenüber dem neuen Papst Benedikt XII. ein, dass es ein Fehler gewesen sei, Marsilius und Jandun Gunst zu erweisen, und er behauptete, ihren „Irrlehren“ niemals geglaubt zu haben; er habe die beiden Gelehrten aber als juristische Experten benötigt. Nach seinen Worten wollte er Marsilius in die geplante Versöhnung mit der Kurie miteinbeziehen und ihn in die Gnade der Kirche zurückführen. Eine Einigung über diesen Streitpunkt erübrigte sich, da die Verhandlungen scheiterten.
In seinen letzten Lebensjahren schrieb Marsilius einen weiteren staatstheoretischen Traktat, den Defensor minor. In diesem „kleineren Verteidiger“ bekräftigte er Kerngedanken seines Hauptwerks in einer gestrafften Darstellung.
Marsilius starb 1342 oder in den ersten Monaten des Folgejahrs. Am 10. April 1343 erwähnte der neue Papst Clemens VI. den Tod des Staatstheoretikers in einer Ansprache, wobei er mehr als 240 Thesen aus dem Defensor pacis als häretisch brandmarkte und dazu bemerkte, er wisse von keinem schlimmeren Ketzer als dem Verfasser dieser Schrift.

## Schriften
Mit Ausnahme der nur für den universitären Lehrbetrieb bestimmten Werke behandeln alle Schriften des Marsilius staatstheoretische Themen und damit zusammenhängende rechtliche Fragen.

### Defensor pacis

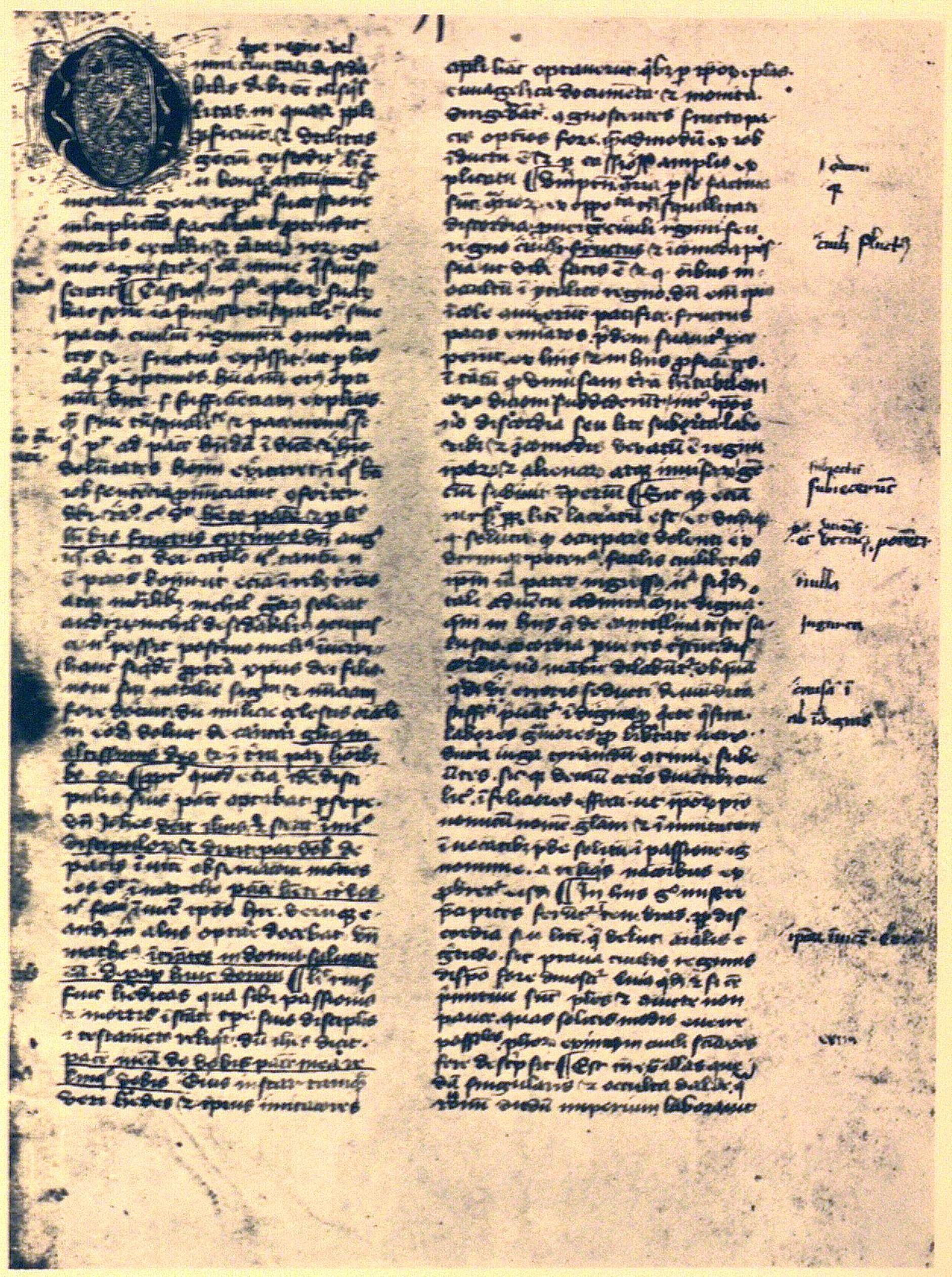
Der Anfang des Defensor pacis in der Handschrift Turin, Biblioteca Reale, 121, fol. 1r (frühes 15. Jahrhundert)

Der Defensor pacis ist eine polemische Schrift, zugleich aber eine wissenschaftliche Abhandlung gemäß den Regeln der scholastischen Beweisführungsmethode. Am 24. Juni 1324 vollendete Marsilius nach jahrelanger Arbeit das umfangreiche, sorgfältig strukturierte Werk, das er Ludwig dem Bayern widmete. Die Vermutung, Jandun sei als Mitautor beteiligt gewesen, ist von der Forschung widerlegt worden. Marsilius steht als alleiniger Verfasser fest. Sein Latein ist vom Willen zur Klarheit geprägt, die inhaltliche Eindeutigkeit ist oft mit Schwerfälligkeit und Umständlichkeit des Ausdrucks erkauft. Ein Streben nach literarischer Eleganz ist nicht erkennbar.

#### Aufbau und Vorgehensweise
Zu Beginn erläutert Marsilius das Thema, den Anlass, den Zweck und den Aufbau seiner Abhandlung. Sie ist in drei Teile (dicciones, „Darlegungen“) gegliedert. Im ersten Teil will er die Richtigkeit dessen, was gezeigt werden soll, mit „sicheren, vom menschlichen Geist gefundenen Methoden“ beweisen, auf der Grundlage von feststehenden Sätzen, die nach seinen Worten jedem denkenden Menschen, dessen Verstand nicht von Natur aus oder durch abwegige Gewohnheit oder Neigung verdorben ist, unmittelbar einleuchten. Für den zweiten Teil kündigt er Aussagen von anerkannten Autoritäten an, die der Bestätigung seiner Thesen dienen. Dort sollen auch „falsche Meinungen“ bekämpft und die „Trugschlüsse der Gegner“ aufgedeckt werden. Den dritten Teil widmet Marsilius Folgerungen, die er für zwangsläufig hält.

#### Ausgangslage, Aufgabe und Ziel
Den Ausgangspunkt bildet die Frage nach dem „Besten für den Menschen“ (humanum optimum), dem Lebensideal. Marsilius bestimmt das Beste als einen befriedigenden Zustand der Lebensverhältnisse (sufficiencia vite). Dieser bestehe im „bürgerlichen Glück“ (civilis felicitas), das unter allen in dieser Welt möglichen Wunschzielen als das beste erscheine und der Endzweck der menschlichen Handlungen sei. Erreichbar sei dieses Optimum, wie schon Cassiodor festgestellt habe, durch Ruhe (tranquillitas) und Frieden im Staat. Nur wenn diese unerlässliche Voraussetzung erfüllt sei, könnten die Völker gedeihen, nur dann werde der Nutzen der Menschen gewahrt, Wohlstand erzeugt, Bildung ermöglicht und die Zivilisation veredelt. Das Gegenteil, die Zwietracht, führe zu den schlimmsten Schäden. Das sehe man am Beispiel Italiens, wo der Streit der Einwohner zu vielfältigen Nöten und zu verhasster Fremdherrschaft geführt habe. Wegen der Zerstrittenheit der Italiener könne nun jeder mächtige Eindringling nach Belieben einmarschieren und seine Herrschaft aufrichten. Für ein Land sei die Zwietracht das, was für ein Lebewesen die Krankheit sei.
Zu den Gründen der zerstörerischen Streitigkeiten bemerkt Marsilius, schon Aristoteles habe sie fast alle erkannt und beschrieben. Es gebe aber noch eine weitere, sehr wichtige Ursache, die diesem Philosophen und den früheren antiken Denkern unbekannt gewesen sei, da sie damals noch nicht existiert habe. Auch später, als es sie schon gab, habe sie niemand aufgedeckt. Sie sei einzigartig, tief verborgen und stark ansteckend. Dem Römischen (d. h. römisch-deutschen) Reich füge sie schon seit langem schweres Unheil zu, und sie trachte danach, sich auch in alle übrigen Gemeinwesen und Reiche einzuschleichen. Diese Quelle der Zwietracht habe erst nach dem Auftreten Christi und der Christianisierung der Staatenwelt entstehen können. Äußerlich trage sie das Gesicht des Ehrenhaften und Nützlichen, doch bringe sie der Menschheit Verderben und werde jedes Land zugrunde richten, wenn man ihr nicht Einhalt gebiete. Bei der Seuche handle es sich um eine abwegige Meinung (opinio perversa), die es auszurotten gelte. Nur durch ihre Beseitigung könne echter Frieden verwirklicht und bewahrt werden. Aufklärung darüber und Kampf gegen diese Pest sei die Pflicht jedes verantwortungsbewussten, an das Gemeinwohl denkenden Bürgers. Mit der mysteriösen Ursache des Unheils meint der Autor, wie er erst im späteren Verlauf seiner Darstellung enthüllen wird, den Anspruch des Klerus auf weltliche Macht und auf eine privilegierte Stellung im Gemeinwesen.

#### Ursprung, Entfaltung und Zweck der staatlichen Gemeinschaft
Marsilius vergleicht den Staat mit einem lebendigen Naturwesen. Der erwünschte Idealzustand des Gemeinwesens, die „Ruhe“, die im Defensor pacis mit dem Frieden gleichsetzt wird, entspricht aus der ärztlichen Perspektive des Autors der Gesundheit eines Lebewesens. In beiden Fällen beruht nach seiner Darstellung das Wohl des Ganzen darauf, dass das Verhältnis der einzelnen Bestandteile oder Organe gut geordnet und vernünftig eingerichtet ist, sodass jeder Teil seine natürlichen Funktionen optimal ausüben kann. Ruhe bzw. Gesundheit ist derjenige Zustand, bei dem kein Teil bei der Erfüllung seiner Aufgaben behindert wird.
Um die Natur von Staaten, Regierungs- und Lebensformen zu verstehen, muss man – so Marsilius – den Ursprung der Gemeinschaftsbildung ins Auge fassen, die unvollkommenen Vorstufen, aus denen die Menschen zu voll entwickelten Gemeinschaften fortgeschritten sind. Der Gang der Natur und ihrer Nachahmerin, der menschlichen Schöpferkraft, führt stets vom weniger Vollkommenen zum Vollkommeneren. Aus der ersten und kleinsten Einheit, einem Paar, hat sich durch die Vermehrung der Menschen erst die häusliche, dann die dörfliche und schließlich eine übergreifende staatliche Gemeinschaft gebildet. Der Staat ist, wie Marsilius im Anschluss an Aristoteles feststellt, zum Zweck der bloßen Erhaltung des Lebens entstanden, besteht nun aber, nachdem die Entwicklung vorangeschritten ist, darüber hinaus zu einem anderen Zweck: dem guten Leben. Dieses definiert Marsilius als ein für die einzelnen Individuen befriedigendes Dasein.
In einem autarken Haus konnte der Familienvater noch willkürliche Verfügungen treffen, doch sobald ein Dorf entstand, war das nicht mehr möglich. Es musste eine feste, verbindliche, allgemein einsichtige Rechtsordnung geschaffen werden, da sonst Chaos und Zerfall eingetreten wären. So begann die Staatenbildung. Dadurch kamen die Vorteile der zunehmenden Arbeitsteilung, die stets ein Merkmal höherer Kultur ist, zur Geltung. So mussten die Berufsstände entstehen, die dann zu Grundbestandteilen der staatlichen Gemeinschaft wurden. Dabei handelt es sich um sechs Stände: Bauern, Handwerker, Krieger, Geldleute, Priester sowie die den Staat lenkende und die Rechtsprechung ausübende Führungsschicht. Unter ihnen stellen die Priester einen Sonderfall dar, weil sie die einzigen sind, deren Notwendigkeit weder logisch bewiesen werden kann noch unmittelbar einleuchtet. Im Christentum weist ihnen die Religion eine bestimmte Aufgabe zu: die Belehrung über den Glauben und die religiösen und moralischen Normen und die Anleitung der Menschen im Hinblick auf die Erlangung des Seelenheils im Jenseits. Darauf beschränkt sich der Zweck der Geistlichkeit.

#### Einsetzung einer Regierung
Nach der Erörterung der ständischen Gliederung wendet sich Marsilius den Staats- und Regierungsformen zu. Er verzichtet darauf, die von Aristoteles untersuchten Modelle Monarchie, Aristokratie und „Politie“ (gemäßigte Volksherrschaft) hinsichtlich ihrer generellen Tauglichkeit zu untersuchen. Diesbezüglich will er keine allgemeingültige Feststellung treffen, denn man müsse die jeweilige Haltung des Volkes berücksichtigen; beispielsweise hätten die Römer vor Caesars Zeit keinen Alleinherrscher ertragen.
Stattdessen konzentriert sich Marsilius auf die Verfahren beim Einsetzen des „regierenden Bestandteils“, die er unter dem Gesichtspunkt ihrer Nützlichkeit für die Allgemeinheit vergleicht und bewertet. Dabei untersucht er die Monarchie, um Erkenntnisse zu gewinnen, die dann eine Klärung für die anderen Regierungsarten ermöglichen sollen. Den Ausgangspunkt bildet die Staatslehre des Aristoteles, der zufolge eine Regierung umso vollkommener ist, je mehr sie dem Willen der Untertanen entspricht und einem Gesetz folgt, das dem gemeinsamen Nutzen dient. Je mehr sie davon abweicht, desto mehr riecht sie nach Tyrannis. Von den beiden genannten Merkmalen ist nach Marsilius’ Überzeugung die Zustimmung der Untertanen das schlechthin entscheidende oder zumindest das wichtigere. Des Weiteren führt er aus: Im Konsens mit dem Volk herrschen kann sowohl ein gewählter als auch ein nicht gewählter Monarch, doch ist bei einem gewählten die Wahrscheinlichkeit größer, dass man ihm freiwillig folgt und dass er zum Nutzen der Allgemeinheit regiert. Zudem ergibt sich die Überlegenheit der Wahl daraus, dass man manchmal von der Erbfolge zu ihr übergehen muss, nämlich wenn ein Erbkönig versagt hat und die Herrschaft seines Geschlechts unerträglich geworden ist oder wenn ein Thronerbe fehlt. Der umgekehrte Fall hingegen, dass man gezwungen ist, von der Wahl zu einem anderen Verfahren überzugehen, kann nicht eintreten, denn es wird immer Kandidaten geben, und unter diesen werden die Wähler zweckmäßigerweise den besten wählen, da dies in ihrem Interesse liegt.

#### Bedeutung der Gesetzgebung
Im folgenden zehnten Kapitel des ersten Teils wendet sich Marsilius der Gesetzgebung zu. Als Erstes ist eine Definition des Begriffs „Gesetz“ erforderlich. Was auch immer man für gerecht oder ungerecht, nützlich oder schädlich halten mag, als Gesetz im eigentlichen Sinne kann nur eine Vorschrift bezeichnet werden, deren Befolgung unter Strafandrohung erzwungen wird. Ein solches Gesetz stützt sich immer auf menschliche Autorität, nicht auf göttliche. Somit ist nach dieser Autorität zu fragen.
Eine mögliche Lösung besteht darin, dem Herrscher im Vertrauen auf seine Tüchtigkeit und Gerechtigkeit die Gesetzgebung zu überlassen oder ihm zu gestatten, nach seinem Gutdünken ohne Gesetz zu regieren. Dies hält Marsilius für verfehlt. Er will zeigen, dass jeder Herrscher, insbesondere ein Erbmonarch, an das Gesetz gebunden sein müsse. Die Notwendigkeit des Gesetzes begründet er mit dessen Zweck. Er argumentiert: Der Hauptzweck besteht in dem für die Staatsbürger Gerechten (civile iustum) und im Gemeinwohl, der Nebenzweck in der Stabilität der Regierung. Den Hauptzweck kann eine freie Entscheidung eines Individuums nicht erfüllen, denn Urteile, die jemand als Regent oder als Richter fällt, sind in der Regel von fragwürdigen subjektiven Interessen und Neigungen beeinflusst. Diese Faktoren schließt das Gesetz wegen seines objektiven Charakters und seiner Allgemeingültigkeit aus. Hinzu kommt: Die Gesetze können im Lauf der Zeit durch kollektive Erfahrungen und Erkenntnisse optimiert werden, analog der fortschreitenden Vervollkommnung von Techniken und Wissenschaften durch Empirik. Eine solche Gesetzgebung beruht dann auf dem angesammelten Wissensschatz von Generationen. Dadurch ist sie zwangsläufig den Urteilen eines Einzelnen überlegen, wie scharfsinnig dieser auch sein mag, ebenso wie Wissenschaft als Ergebnis gemeinschaftlicher Bemühungen in langen Zeiträumen mehr ist als die Erkenntnisse eines einzelnen Forschers.
Ins Gewicht fällt auch ein Mangel an langfristiger Stabilität im alternativen Modell: Selbst wenn sich ausnahmsweise ein idealer Herrscher findet, der von Unwissenheit und Voreingenommenheit frei ist, kann man nicht davon ausgehen, dass dies für seinen Nachfolger ebenfalls gilt. Unter dem Gesichtspunkt des Nebenzwecks, der Stabilität der Regierung, ist die Herrschaft des Gesetzes ebenfalls überlegen, denn sie schützt den Monarchen vor Fehlentscheidungen, die seine Herrschaft gefährden könnten.

#### Gesetzgebende Gewalt
Der nächste Schritt ist die Klärung der Frage nach der Instanz, der die gesetzgebende Gewalt zusteht. Gesetzgeber im Sinne der „ersten und spezifischen bewirkenden Ursache“ (prima et propria causa efficiens) kann für Marsilius nur „das Volk“ (populus) sein. Darunter versteht er die Gesamtheit der Bürger oder den „gewichtigeren Teil“ (valencior pars) der Bürgerschaft. Welche Personen diesen Teil ausmachen sollen, legt der Autor nicht generell fest; diesbezügliche Einzelheiten will er den Gesetzgebern der einzelnen Städte oder Reiche überlassen. Zur Begründung seiner Forderung stützt er sich auf seine These der Überlegenheit einer kollektiven Findung des Gerechten und Nützlichen gegenüber individuellem Nachforschen, dessen Ergebnisse überdies, auch falls sie besser sein sollten, keine Aussicht auf allgemeine Akzeptanz hätten. Gemäß dieser Doktrin kann nur eine Abstimmung einem legislativen Beschluss Rechtskraft verleihen. Das Abstimmungsergebnis muss bindend sein, seine Gültigkeit darf nicht von der Bestätigung durch eine andere Instanz oder von formalen Akten wie Zeremonien oder Feierlichkeiten abhängig gemacht werden.
Die Willensäußerung des Volkes hat in der Vollversammlung der Bürgerschaft nach einer Debatte zu erfolgen. Dabei steht es den Bürgern frei, die Gesetzgebung selbst vorzunehmen oder dafür ein Gremium einzusetzen und diesem eine zeitlich und inhaltlich begrenzte Vollmacht zu erteilen. Die Beschlüsse eines solchen Gremiums müssen dann, wie Marsilius nachdrücklich hervorhebt, einer Volksabstimmung unterworfen werden, ebenso wie alle künftigen Zusätze, Streichungen oder sonstigen Änderungen. Bei der Definition der abstimmungsberechtigten Bürgerschaft schließt Marsilius, den Vorgaben des Aristoteles folgend, Unmündige, Sklaven, Ausländer und Frauen aus.
Zur Begründung seiner Auffassung führt Marsilius noch an, eine größere Zahl von Beteiligten sei eher als eine kleinere in der Lage, Mängel einer Gesetzesvorlage zu erkennen und gegen Einseitigkeiten zum Vorteil von Einzelnen oder Interessengruppen Einspruch zu erheben. Überdies werde jeder Bürger ein Gesetz besser befolgen, wenn er meine, es sich selbst auferlegt zu haben, als wenn er es auf die Willkür eines Tyrannen oder einer regierenden Minderheit zurückführe. Außerdem sei zu beachten, dass der Zweck des Staates darin bestehe, den Bürgern ein „befriedigendes Dasein“ zu ermöglichen. Daher habe jeder Bürger ein Recht darauf, an Beschlüssen beteiligt zu sein, die dafür relevant seien.
Anschließend wendet sich Marsilius der Widerlegung möglicher Einwände zu. Zu diesen zählt die These, die Menschen seien mehrheitlich böse, unvernünftig und unwissend und in jedem Staat gebe es nur wenige Weise und Gebildete. Marsilius räumt zwar ein, dass die meisten Menschen nicht in der Lage seien, selbst gute Ideen zur Gesetzgebung zu entwickeln, macht aber geltend, dass sie dennoch durchaus imstande seien, sich über Vorschläge anderer ein Urteil zu bilden und Verbesserungsbedarf zu erkennen. Damit verhalte es sich wie in der Kunst und Technik: Nur wenige könnten malen oder Architekten sein, aber viele die Qualität eines Gemäldes oder Hauses beurteilen.

#### Regentenwahl und Staatsordnung
Nach Art der Scholastiker will Marsilius streng logisch (per demonstracionem) beweisen, dass nur die Bürgerschaft befugt sei, den „regierenden Bestandteil“ des Staates zu wählen. Dabei bedient er sich des aristotelischen Konzepts, dem zufolge die Dinge als Zusammensetzungen von Form und Materie aufzufassen sind. Sein Gedankengang lautet: Derjenige, der die Form von etwas zu schaffen hat, muss auch die Materie bestimmen, die diese Form aufzunehmen hat. So verhält es sich in allen Handwerken und Techniken; beispielsweise ist der Baumeister auch für das Baumaterial zuständig. Im Staat ist das Gesetz die Form und die Exekutive die Materie. Somit sind Gesetzgebung und Wahlen derselben Instanz zu übertragen.
Besonderes Augenmerk widmet Marsilius der Handhabung der physischen Macht. Zur Aufrechterhaltung von Gesetz und Ordnung müsse der Herrscher zwar für die Dauer seiner Regierung über eine bestimmte Zahl von Bewaffneten verfügen, doch habe der Gesetzgeber diese zu begrenzen. Der Volksversammlung stehe auch das Recht zu, den Herrscher zu tadeln oder abzusetzen, wenn dies für das Allgemeinwohl geboten sei.
Zu den Aufgaben des Gesetzgebers gehört für Marsilius auch die Regelung der ständischen Ordnung der Gesellschaft und des Berufswesens. Auch hier geht es dem aristotelischen Staatstheoretiker um die rechte Verbindung der Form – Stand und Beruf – mit der Materie, dem für den jeweiligen Beruf geeigneten Menschen. Die Berufswahl will er nicht dem Gutdünken der jungen Leute überlassen, vielmehr soll sie gemäß dem gesellschaftlichen Bedarf und den individuellen Talenten staatlich gelenkt werden. Das Überhandnehmen eines Standes – etwa zu viele Priester oder Soldaten – sei zu verhindern, da es den Staat unterminiere.
Anschließend erörtert Marsilius sehr ausführlich die Vor- und Nachteile von Erb- und Wahlmonarchie, wobei er eine Reihe von Argumenten zugunsten der Erbfolge zu entkräften versucht. Der gewichtigste Einwand gegen eine Neuwahl bei jedem Herrscherwechsel ist aus seiner Sicht die Zwietracht, die sich bei Kampfkandidaturen ergibt und zur Spaltung der Bürgerschaft oder gar zum Bürgerkrieg führen kann, während das Erbrecht die Nachfolge eindeutig regelt. Hier denkt der Autor an die Kämpfe nach der Doppelwahl von Ludwig dem Bayern und Friedrich dem Schönen im römisch-deutschen Reich im Jahr 1314. Gegen dieses Argument bringt er vor, das Volk solle mit der Herrscherwahl ein Gremium von „Klugen und Tüchtigen“ beauftragen, von dem ein verantwortungsbewusstes Verhalten zu erwarten sei.
Eine schwere Gefahr sieht Marsilius in konkurrierenden Machtzentren innerhalb eines Staatswesens. Daher fordert er eine einheitliche Ordnung; die Kompetenzen müssen eindeutig geregelt sein und alle Staatsorgane sollen der obersten Regierungsgewalt untergeordnet sein. Dabei hat er – ohne dies hier schon zu erwähnen – sein Hauptanliegen im Auge, die Kritik an Eingriffen des Klerus in den Zuständigkeitsbereich der weltlichen Behörden.
Besondere Beachtung schenkt Marsilius der Frage, wie in einem nach seinen Vorstellungen eingerichteten Staat auf einen Machtmissbrauch des Herrschers zu reagieren ist. Die Zuständigkeit dafür liegt nach seinen Ausführungen beim Volk, das sie aber an ein dafür eingesetztes Gremium delegieren kann. Wenn gegen den Regenten ein Gerichtsverfahren läuft, soll seine Amtsgewalt für diese Zeit suspendiert werden. Den Richtern steht er dann als einfacher Bürger gegenüber, und als solchen treffen ihn allfällige Strafen. Eine Strafmöglichkeit ist öffentliche Zurechtweisung, doch empfiehlt sich dabei Zurückhaltung; ein öffentlicher Tadel kommt nur bei gravierendem oder häufigem Fehlverhalten in Betracht, da sonst das Amt beschädigt wird. Hier ist Güterabwägung erforderlich.
Zum Abschluss des ersten Teils des Defensor pacis wendet sich der Autor nochmals dem Ausgangspunkt zu, dem Gegensatz von Ruhe und Unruhe im Staat. Dabei beschäftigt ihn vor allem das Elend Italiens, das aus den andauernden Zwistigkeiten und Kämpfen in den italienischen Staaten resultiert. Dafür macht er in erster Linie einen Faktor verantwortlich, der ihn im zweiten Teil der Abhandlung beschäftigen wird, den Anspruch der „römischen Bischöfe“ auf weltliche Macht.

#### Zurückweisung klerikaler Machtansprüche

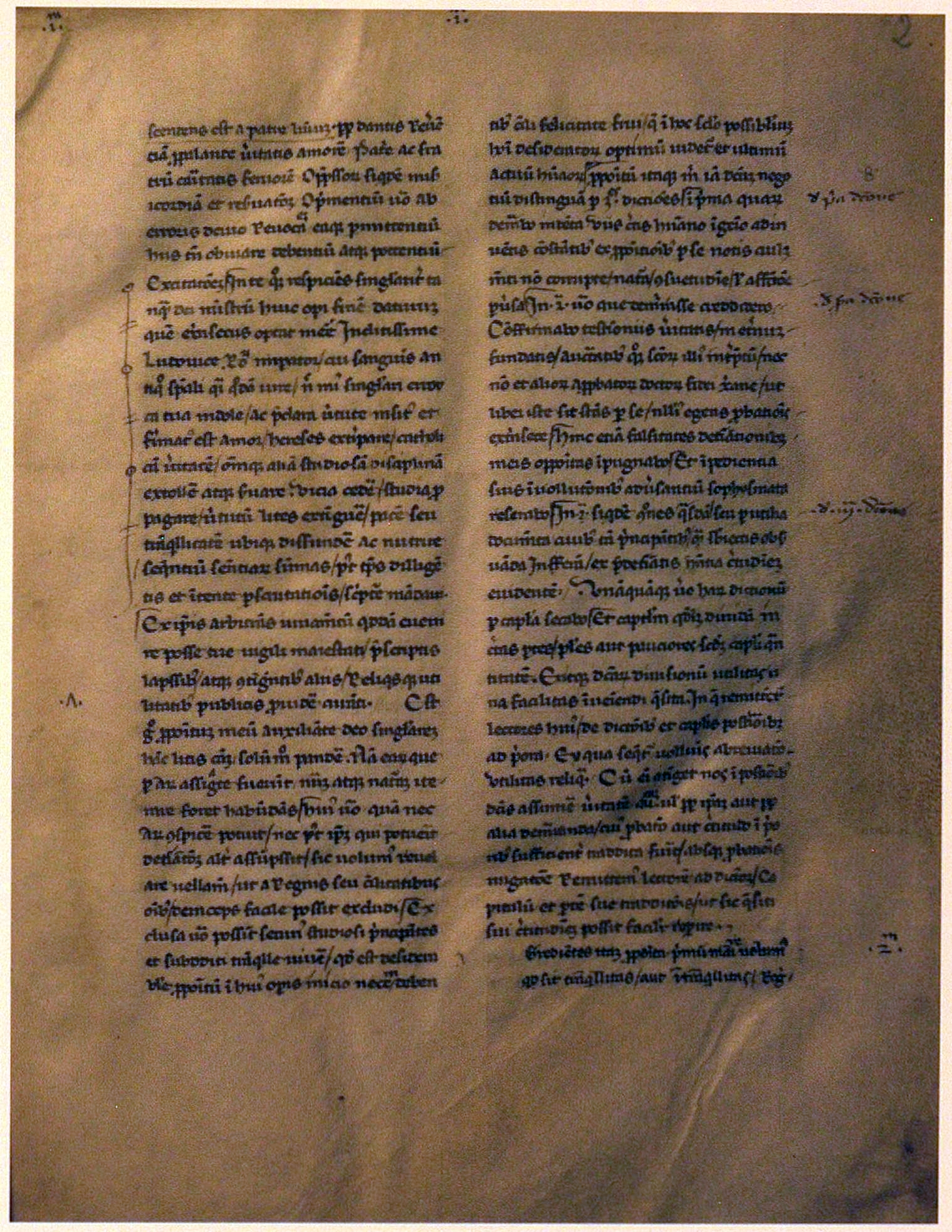
Eine Seite einer Handschrift des Defensor pacis. Tortosa, Arxiu Capitular de la Catedral, Ms. 141, fol. 2r (erste Hälfte des 14. Jahrhunderts)

Im zweiten Teil des Defensor pacis befasst sich Marsilius mit dem, was aus seiner Sicht der Verwirklichung seines Konzepts und damit dem Frieden und dem Gemeinwohl entgegensteht. Nach seinen Worten erwartet er Verfolgung durch die „gewalttätige Macht“ der römischen Bischöfe und ihrer Helfershelfer, die aus „glühender Machtgier“ an ihren weltlichen Ansprüchen festhalten. Um der Gegnerschaft den Boden zu entziehen, geht er gründlich auf die Bibelstellen ein, die zur Begründung des päpstlichen Anspruchs auf weltliche Macht und richterliche Gewalt in der Staatenwelt dienen. Er analysiert die herkömmlichen Auslegungen dieser Stellen, um sie als irrig zu erweisen, und führt seinerseits Bibelzitate an, die für seine Auffassung sprechen. In diesem Kontext untersucht Marsilius auch die Argumentation, die den Überlegenheitsanspruch der Kleriker gegenüber den Laien durch Analogieschluss aus dem Vorrang des Geistigen und Seelischen gegenüber dem Materiellen ableitet. Der kirchlichen Lehre stellt er schroff seine gegenteilige Überzeugung entgegen, der zufolge dem Klerus keinerlei Regierungsgewalt oder Rechtsprechung in Streitsachen zusteht. Vielmehr habe ein Priester nach dem Rat und Vorbild Christi eine solche Machtposition sogar dann abzulehnen, wenn sie ihm auf rechtmäßige Weise angeboten werde.
Des Weiteren präsentiert und begründet Marsilius eine Reihe von Thesen: Kein Priester dürfe mit Strafandrohung die Befolgung religiöser Gebote erzwingen, denn dazu dürfe man die Menschen nicht nötigen. Offensichtlich glaubenswidrig sei die Behauptung, ein Priester habe die Vollmacht, die Untertanen eines Königs von dem Treueid zu lösen, der sie an den Herrscher binde. Es könne auch nicht stimmen, dass jemand, der sich von der Einheit mit dem römischen Bischof trenne, dadurch aus der Gemeinschaft der Rechtgläubigen ausscheide und somit verdammt sei, denn es seien schon mehrere römische Bischöfe selbst von der Rechtgläubigkeit abgeirrt. Gott vergebe dem bereuenden Sünder die Sünden auch ohne die priesterliche Amtshandlung der Lossprechung.
Ein besonderes Problem stellt für Marsilius die den Priestern vorbehaltene Exkommunikation dar. Er macht geltend, die Gefahr des Missbrauchs dieser scharfen Strafmaßnahme gehe auch den Staat an, denn die Folgen für das bürgerliche Leben seien sehr schwerwiegend: Ein zu Unrecht mit dem Kirchenbann Belegter gerate in Verruf und könne nicht mehr mit seinen Mitbürgern verkehren. Deshalb dürfe man eine so gravierende Entscheidung nicht einem möglicherweise voreingenommenen Bischof, Priester oder Kollegium von Geistlichen überlassen. Vielmehr solle die ganze jeweils zuständige Gläubigengemeinschaft oder ein allgemeines Konzil einen Richter einsetzen, dem das letzte Wort zustehen solle. Nicht ein vielleicht befangener Priester, sondern die ganze Gemeinschaft habe die Entscheidungsgewalt darüber, ob jemand zu verstoßen sei. Außerdem sei für einen solchen Schritt ein ordentliches Verfahren mit Beweiserhebung und Zeugenanhörung erforderlich.
Nachdrücklich bekämpft Marsilius die Privilegien des Klerus im Strafrecht. Er fordert, jeder Geistliche müsse der staatlichen Gerichtsbarkeit ebenso unterstehen wie alle anderen Bürger. Wenn ein Bischof oder Priester einer Straftat beschuldigt werde, dürfe er sich nicht auf die Zuständigkeit einer kirchlichen Sonderjustiz berufen und damit einen privilegierten Status beanspruchen. Vergehen von Priestern seien von der staatlichen Justiz sogar strenger zu beurteilen und härter zu bestrafen als Verfehlungen anderer Bürger, da man von Geistlichen bessere Rechtskenntnis und Einsicht erwarten dürfe. Wer den Frieden und Schutz genieße, den der Staat seinen Bürgern gewähre, der dürfe sich nicht eigenmächtig den mit dem Bürgerstatus verbundenen Lasten und der staatlichen Rechtsprechung entziehen.
Ein weiteres Thema ist der Umgang mit Ketzern. Rechtskräftige Verurteilungen wegen Ketzerei durch kirchliche Behörden hält Marsilius für unzulässig. Er meint, Verfehlungen gegen den Glauben dürften nur dann bestraft werden, wenn der legitime staatliche Gesetzgeber sie für strafbar erklärt habe. Falls der Gesetzgeber keine solchen Bestimmungen treffe, sei auch Ketzern und Ungläubigen der Aufenthalt im Lande zu gestatten, wie dies bei den Juden bereits der Fall sei.

#### Stellungnahme zum Armutsstreit und zum kirchlichen Besitz
Besonders gründlich untersucht Marsilius die zu seiner Zeit stark umstrittene Frage, wie die „evangelische Armut“ aufzufassen ist, die nach den biblischen Berichten von Christus und den Aposteln praktiziert wurde. Den Hintergrund bildet der Streit darüber, in welchem Sinne die behauptete Besitzlosigkeit Christi und der Urchristen für die „Diener des Evangeliums“ als Richtschnur zu gelten hat, das heißt, inwieweit diese in Armut leben müssen. Im Armutsstreit zwischen Papst Johannes XXII. und den franziskanischen Vertretern einer radikalen Auslegung des Armutsgebots ergreift Marsilius nachdrücklich für die Franziskaner Partei. Er versucht zu zeigen, dass die Lehre des Papstes, der zufolge Besitz unumgänglich ist, glaubenswidrig sei. Somit seien nicht die für völlige Besitzlosigkeit eintretenden Ordensleute vom rechten Glauben abgefallen, vielmehr sei der Papst selbst ein Häretiker. Christus und die Apostel hätten konsequent auf irdische Besitztümer verzichtet und damit dem Priesterstand ein Vorbild gegeben. Unzulässig sei insbesondere kirchlicher Immobilienbesitz; dieser müsse verkauft werden. Eine Abgabe wie der Kirchenzehnte sei nur auf freiwilliger Basis legitim und nur wenn ihr Zweck sei, den Bedarf der Diener des Evangeliums an Nahrung und Kleidung zu decken. Dem evangelischen Armutsideal stellt Marsilius die Habgier der Kleriker gegenüber, die sich nach seiner Darstellung auf Kosten der Armen bereichern und die zusammengerafften Güter dann verschwenden oder ihren Blutsverwandten oder anderen Günstlingen zukommen lassen. Ferner erklärt er die Steuerfreiheit der kirchlichen Güter für unbegründet. Diese seien durch Schenkungen oder Vermächtnisse in den Besitz der Kirche gekommen und vorher nicht von öffentlichen Lasten frei gewesen; daher gebe es keinen Grund, sie nach der Besitzübertragung steuerlich anders zu behandeln.

#### Kirchliche Ämter
Ein weiteres eingehend erörtertes Thema ist die kirchliche Hierarchie. Hier geht es Marsilius um die Begründung seines egalitären Verständnisses der kirchlichen Ämter. Nach seinen Ausführungen waren die Apostel alle gleichrangig, Petrus hatte keine Gewalt über die anderen und keine Weisungsbefugnis. Dasselbe hat daher für sämtliche Bischöfe als Nachfolger der Apostel zu gelten. Der römische Bischof kann sich somit nicht darauf berufen, als Nachfolger des „Apostelfürsten“ Petrus berechtigt zu sein, in der Kirche zu herrschen. Hinzu kommt, dass – wie Marsilius zu zeigen versucht – nicht Petrus, sondern Paulus der erste Bischof von Rom war. Die Ein- und Absetzung der Bischöfe und sonstigen kirchlichen Amtsträger fällt somit in keiner Weise in die Zuständigkeit des Papstes. Vielmehr muss die Ämterbesetzung einschließlich der Papstwahl der Gesamtheit der Gläubigen vorbehalten sein, das heißt dem Volk oder einem vom Volk eingesetzten Kollegium. Allerdings kann das Volk die Befugnis zur Einsetzung des Papstes dem Kaiser übertragen.
Im 18. Kapitel des zweiten Teils geht der Autor auf den Ursprung des päpstlichen Primats ein. Nach seiner Schilderung lebten in den ersten Jahrhunderten der Kirchengeschichte die gebildetsten Christen in der Reichshauptstadt Rom. Daher zeichneten sich die römischen Bischöfe durch eine besondere theologische Kompetenz aus, die ihnen überregional Ansehen verschaffte. Deshalb wurden sie auch von Christen, die außerhalb ihrer Diözese lebten, in Zweifelsfragen des Glaubens und Ritus konsultiert. So bildete sich faktisch ein Vorrang und damit auch eine Machtstellung des Bischofs von Rom heraus. Aus den Ratschlägen, die er erteilte, wurden zunehmend Dekrete und Anordnungen für die Gesamtkirche. Einen grundlegenden Wandel brachte dann, wie Marsilius annimmt, unter Konstantin dem Großen, dem ersten christlichen Kaiser, die Konstantinische Schenkung, ein Edikt, mit dem der Kaiser dem Papst bedeutende Privilegien gewährte. Dieser Verfügung zufolge nahm Konstantin die Priesterschaft aus der zwingenden Rechtsprechung der Herrscher heraus und erteilte dem römischen Bischof Vollmachten über die anderen Bischöfe und über alle Kirchen. Mit dem Schenkungsakt überließ er dem Papst sogar die weltliche Herrschaft über einen Teil des Reichs. – Die Konstantinische Schenkung, eine in Wirklichkeit gefälschte Kaiserurkunde, wird im Defensor pacis wie im Spätmittelalter allgemein üblich als authentisches Dokument behandelt. Allerdings klingt in den Worten des Marsilius ein deutlicher Zweifel an: Er stellt fest, dass „manche behaupten“, Konstantin habe durch „ein gewisses Edikt“ die Schenkung vollzogen.

#### Kirchliche Vorrechte des Gesetzgebers und der allgemeinen Konzilien
Von seinen Vorstellungen über das Urchristentum und die frühe Kirchengeschichte ausgehend bestimmt Marsilius die Zuständigkeiten des vom Volkswillen ermächtigten Gesetzgebers und der allgemeinen Konzilien in Glaubensfragen und kirchlichen Angelegenheiten. Dieser Thematik sind die Kapitel 20 und 21 des zweiten Teils gewidmet. Zuerst untersucht der Autor die Frage, wer befugt ist, die Bibel verbindlich auszulegen. Nach seinem Ergebnis steht diese Befugnis ausschließlich einem allgemeinen Konzil zu. Dessen Einberufung sowie die Auswahl der Teilnehmer soll nach denselben Grundsätzen erfolgen wie die Einsetzung einer Regierung. Keinesfalls darf die Einberufung dem Gutdünken des Papstes oder des Kardinalskollegiums überlassen werden, denn es kann sein, dass der Zweck des Konzils gerade darin besteht, diese Würdenträger anzuklagen. Die allgemeine Kirchenversammlung soll möglichst die Gesamtheit der Christen repräsentieren, muss also von ihr gewollt und bevollmächtigt sein. Das bedeutet, dass in jeder staatlichen Gemeinschaft eine durch den Volkswillen legitimierte Instanz entscheidet, welche Personen das Land zum Konzil entsendet. Auch Laien können als Konzilsteilnehmer mitreden und mitentscheiden. Der Tagungsort soll durch Mehrheitsbeschluss festgelegt werden. Nur das Konzil ist berechtigt, einen Herrscher zu exkommunizieren oder ein Interdikt zu verhängen.

#### Rolle des Papsttums
Im 22. Kapitel des zweiten Teils wird anfangs die Frage erörtert, in welchem Sinn dem Papst eine Führungsrolle zusteht. Dem Papsttum wird eine Existenzberechtigung als koordinierende und ausführende Instanz zugebilligt, weil die Weltkirche eine Einheit darstellt und das allgemeine Konzil einen Vorsitzenden benötigt. Der Papst soll die Sitzungen des Konzils leiten und dessen Beschlüsse ausführen, allerdings ohne über eine eigene zwingende Gewalt zur Durchsetzung zu verfügen. Bei allen gravierenden Schritten muss er sich nach dem Willen von Gremien richten, die durch ein Volksmandat legitimiert sind. Da er nicht über den anderen Bischöfen steht, darf er keinen von ihnen exkommunizieren.
In den Kapiteln 22–26 setzt sich der Autor mit der Machtvollkommenheit (plenitudo potestatis) der Päpste auseinander. Er beschreibt das Wachstum der päpstlichen Macht als Prozess einer zunehmenden illegitimen Anmaßung von Herrschaftsrechten im Verlauf der Kirchengeschichte. Dabei unterstellt er den Päpsten Böswilligkeit; als Motive nennt er Gewinnsucht und Machtgier. Er wirft ihnen vor, sie hätten sich das Recht angemaßt, kaiserliche Verfügungen aufzuheben. Überdies erhöben sie Anspruch auf die Obergewalt über alle Regenten und hielten sich für befugt, alle Herrscher und Regierungen der Welt nach ihrem Belieben ein- und abzusetzen. Insbesondere entrüstet sich Marsilius über die Forderung, dass der römisch-deutsche König dem Papst einen Treueid zu leisten habe, und über den päpstlichen Anspruch auf Ausübung der kaiserlichen Gewalt in den Zeiten des Interregnums, in denen dem Reich ein Herrscher fehlt. Außerdem prangert er den Anspruch der Päpste an, nach ihrem Ermessen Entscheidungen zu treffen, von denen angeblich das Seelenheil der einzelnen Gläubigen abhängt. Hinsichtlich der innerkirchlichen Machtausübung findet er besonders verwerflich, dass die Päpste bei der Besetzung kirchlicher Ämter das Wahlrecht, das eigentlich der Gesamtheit der Gläubigen zustehe, eingeschränkt, verfälscht und schließlich fast ganz beseitigt hätten, um sich selbst die Entscheidungen vorzubehalten. Sie hätten es sich zur Gewohnheit gemacht, ihre Günstlinge zu Bischöfen einzusetzen. Darunter seien völlig unwissende junge Leute und sogar Kinder sowie Dummköpfe und Verbrecher. Hinzu komme weiteres von ihnen verursachtes Unheil durch den Missbrauch der Erträge kirchlicher Güter.
Im 26. Kapitel wendet sich der Autor den aktuellen Verhältnissen zu und greift den amtierenden „sogenannten“ Papst Johannes XXII. mit äußerster Heftigkeit an. Leidenschaftlich wirft er ihm abscheuliche Untaten vor. Schließlich geht er in den Kapiteln 27–30 auf mögliche Einwände gegen seine Thesen ein. Im 28. Kapitel lehnt er die von manchen spätmittelalterlichen Autoren – darunter Dante – propagierte Universalmonarchie ab: Es gebe kein überzeugendes Argument dafür, dass eine Weltherrschaft besser sei als die Unabhängigkeit der einzelnen Länder.

#### Abschließende Folgerungen
Im dritten, weitaus kürzesten Teil des Defensor pacis stellt Marsilius 41 Ergebnisse seiner Beweisführung zusammen, mit denen er einen Reformplan skizziert. Auf die Überzeugungskraft seiner Argumentation vertrauend drückt er seine Erwartung aus, dass es nicht schwer sein werde, die „Pest“ überall auszurotten, wenn man seine Vorschläge in die Tat umsetze.

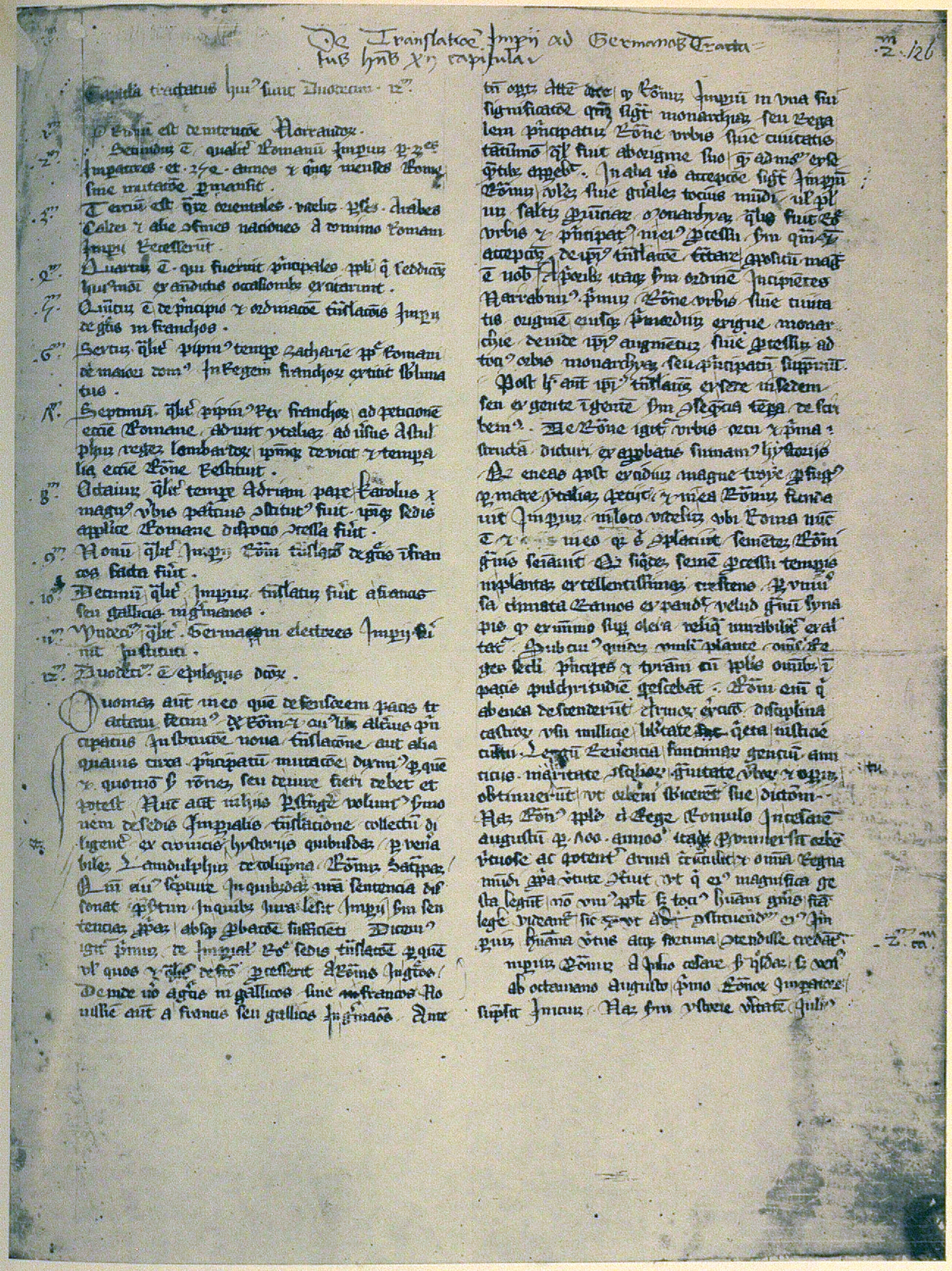
Der Anfang der Abhandlung De translatione imperii in der Handschrift München, Bayerische Staatsbibliothek, Clm 18100, fol. 126r (zweites Viertel des 14. Jahrhunderts)

### De translatione imperii
Nach der Vollendung des Defensor pacis und wohl vor dem Tod Johannes’ XXII., also zwischen 1324 und 1334, schrieb Marsilius die kurze Abhandlung De translatione imperii (Über die Übertragung des Kaisertums). Als formales Muster diente ihm ein einschlägiger Traktat des Kanonisten Landolfo Colonna, dessen Position der seinigen entgegengesetzt war. Das Anliegen des Staatstheoretikers war die Klärung der Rechtsgrundlage des abendländischen Kaisertums. Dessen Entstehung wurde damals als „Übertragung“ aufgefasst, denn man ging vom juristischen Fortbestand des antiken Römischen Reichs nach dem Untergang des Weströmischen Reichs im 5. Jahrhundert aus. Die in verschiedenen Versionen verbreitete Übertragungslehre besagt, dass die Rechtsnachfolger der römischen Kaiser zunächst die byzantinischen gewesen seien, doch dann sei durch die Kaiserkrönung Karls des Großen im Jahr 800 im Westen eine Erneuerung der Kaiserherrschaft erfolgt. Die römische Kaiserwürde sei auf die Karolinger und später auf die römisch-deutschen Kaiser übertragen worden. Diese Rechtsauffassung liegt der Abhandlung des Marsilius zugrunde. Seine Darstellung der Übertragungen orientiert sich an herkömmlichen Vorstellungen, wobei die als historische Realität betrachtete Konstantinische Schenkung den Ausgangspunkt bildet. Der Paduaner schildert die Vorgänge aber aus der Perspektive seiner Konzeption von staatsrechtlicher Legitimität. Großes Gewicht legt er auf eine fundamentale Änderung, die nach dem Aussterben der Ottonendynastie eingetreten sei. Damals habe man erkannt, dass eine so große Macht wie die kaiserliche nicht einem Thronerben, sondern dem Würdigsten gebühre, und deshalb sei man zum Wahlkaisertum übergegangen. Seither stehe das Wahlrecht ausschließlich den sieben Kurfürsten zu. Die Krönung des Erwählten durch den Papst sei nur eine nicht notwendige Formalie und kein Ausdruck eines kirchlichen Mitspracherechts.

### Defensor minorund eherechtliche Texte

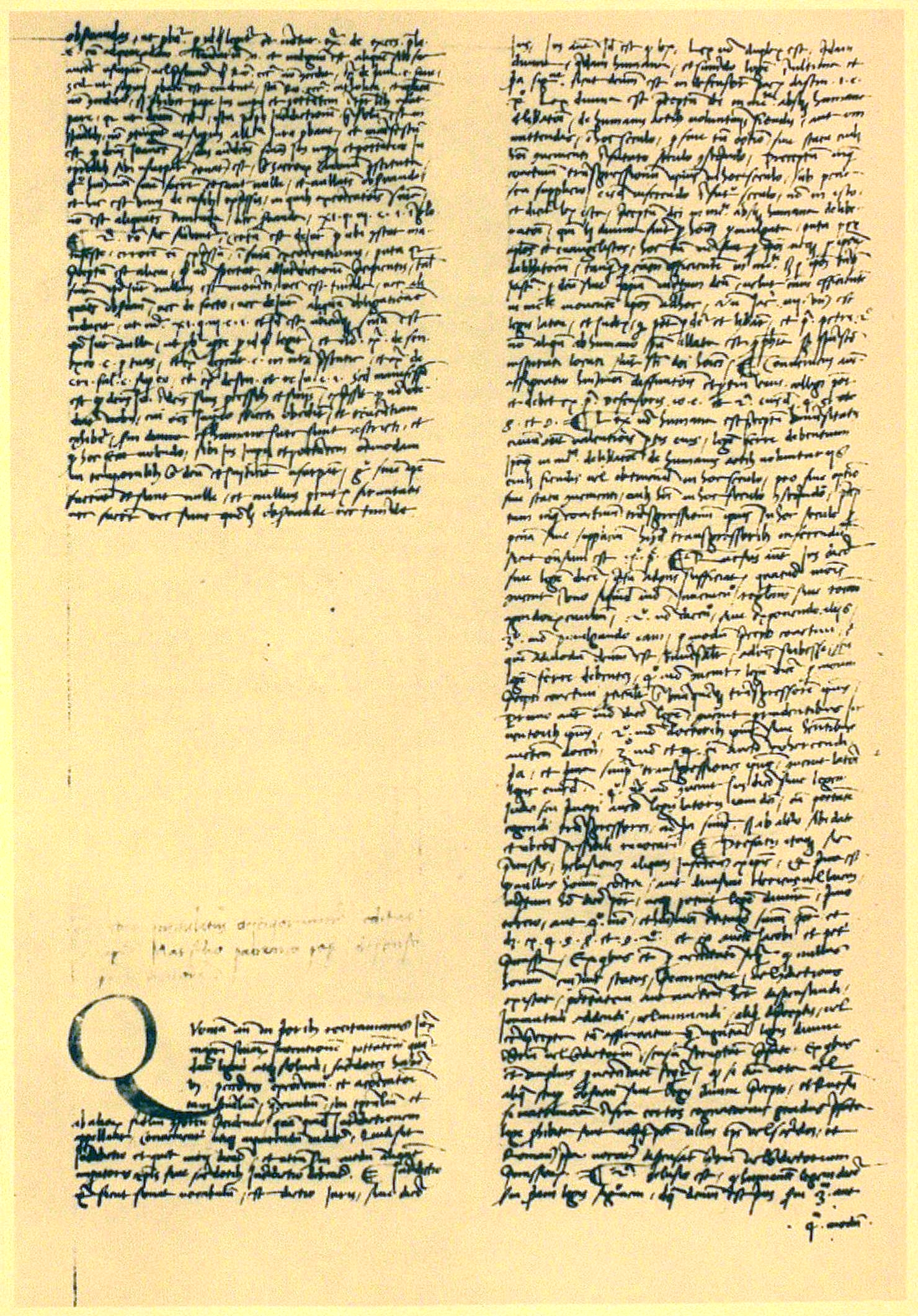
Der Anfang des Defensor minor in der einzigen Handschrift. Oxford, Bodleian Library, Canonici misc. 188, fol. 71v (spätes 15. Jahrhundert)

In die letzten Lebensjahre des Marsilius fällt die Abfassung des Defensor minor, des „kleineren Verteidigers“ des Friedens. In diesem Traktat ging er erneut auf die Thematik des zweiten Teils des Defensor pacis ein, wobei er sich auf die Verhältnisse im römisch-deutschen Reich konzentrierte. Damit reagierte er auf Kritik an seinem Hauptwerk, die seit dessen Fertigstellung laut geworden war. Unter anderem behandelte er zwei zentrale Aspekte der klerikalen Macht: den Erlass jenseitiger Sündenstrafen und die Lösung von Eiden durch priesterliche, insbesondere päpstliche Autorität. Nach der geltenden kirchlichen Lehre lag es im Ermessen des Klerus, den Erlass von Strafen für begangene Sünden im Fegefeuer davon abhängig zu machen, dass die Sünder dafür bezahlten oder eine besondere Leistung erbrachten, etwa eine Pilgerfahrt oder Beteiligung an einem Kreuzzug. Darin sah Marsilius einen Machtmissbrauch des Klerus, ebenso wie in der Annullierung der Gültigkeit geleisteter Eide nach dem Belieben des Papstes. Zu den Pilgerreisen bemerkte er, es sei hundertmal verdienstlicher, das dafür benötigte Geld für soziale Zwecke oder für die Landesverteidigung zu spenden.
Die orthodoxe Kirche muss nach dem Defensor minor an einem allgemeinen Konzil beteiligt sein, damit es hinreichend repräsentativ ist. Den dogmatischen Gegensatz zwischen der römischen Kirche und der Orthodoxie hielt Marsilius für einen unwesentlichen Streit um Worte, für den er die päpstliche Seite verantwortlich machte. Er meinte, das allgemeine Konzil solle diesen überflüssigen Konflikt beilegen und damit die seit dem Morgenländischen Schisma bestehende Kirchentrennung beenden.
In den letzten vier der sechzehn Kapitel des Defensor minor untersuchte Marsilius das Recht der Eheschließung und Eheauflösung. Er stellte fest, rechtskräftige eherechtliche Entscheidungen dürften nicht von Priestern gefällt werden, sondern fielen in die Zuständigkeit der weltlichen Gewalt. Den aktuellen Anlass zu dieser Stellungnahme bot eine Affäre, die zu Beginn der 1340er Jahre die Gemüter erregte. Margarete „Maultasch“, die Erbin der Grafschaft Tirol, trennte sich von ihrem Gatten Johann Heinrich von Luxemburg und heiratete im Februar 1342 Ludwig, den Sohn Ludwigs des Bayern. Damit fiel Tirol den Wittelsbachern, dem Geschlecht des Kaisers, zu. Allerdings wurde diese Heirat ohne kirchliche Erlaubnis vollzogen. Die Annullierung der ersten Ehe Margaretes hätte kirchenrechtlich der Zustimmung des Papstes bedurft. Zudem stellte das Verwandtschaftsverhältnis zwischen Ludwig und Margarete ein Ehehindernis dar, das nach geltendem Kirchenrecht nur durch eine päpstliche Sondergenehmigung beseitigt werden konnte. Eine solche Dispens war jedoch nicht zu erlangen: Der Gegenpapst Nikolaus V. hatte bereits abgedankt, und von dem in Avignon residierenden Papst war kein Entgegenkommen zu erwarten, zumal der Kaiser weiterhin exkommuniziert war. Unter diesen Umständen war die Missachtung des Kirchenrechts unvermeidlich. Dafür benötigte der Kaiser publizistische Unterstützung, die er sowohl von Marsilius als auch von Wilhelm von Ockham erhielt.
Mit seiner generellen Untersuchung der eherechtlichen Problematik im Defensor minor wollte Marsilius die kaiserliche Rechtsauffassung stützen. Zusätzlich verfasste er ein Gutachten zu der Tiroler Scheidung, den Tractatus consultationis. Außerdem sind zwei von ihm stammende Entwürfe für kaiserliche Urkundentexte zur Eheangelegenheit überliefert: die Forma divorcii zur Scheidung und die Forma dispensacionis zur Befreiung vom Ehehindernis.

### Werke aus dem Universitätsbetrieb
Nur in einer einzigen Handschrift überliefert ist ein in Quaestionenform gestalteter Kommentar zu den ersten sechs Büchern der Metaphysik des Aristoteles. Der Codex nennt Marsilius als Autor, doch die weitgehende Übereinstimmung mit einem von Jandun verfassten Metaphysik-Kommentar lässt diese Angabe als zweifelhaft erscheinen. Die Zuschreibung ist in der Forschung umstritten. Möglicherweise beruht sie auf einem Schreiberversehen.
Auch zwei Sophismata werden in der handschriftlichen Überlieferung Marsilius zugeschrieben. Eines von ihnen beginnt mit den Worten „Omne factum habet principium“ und behandelt die Frage nach der Anzahl der Universalien. Der Autor kommt zum Ergebnis, dass es nur zwei Universalien gebe: die Gattung (genus) und die Art (species). Dieses Sophisma gilt heute als echt, während die Authentizität des anderen zweifelhaft ist.

## Historische Einordnung der Staatstheorie

### Einfluss von traditionellem Gedankengut
Als scholastischer Magister stand Marsilius in erster Linie unter dem Einfluss der Lehren des Aristoteles, den er sehr schätzte und zustimmend zu zitieren pflegte. Von dem antiken Philosophen übernahm er die Grundzüge der Regierungsformenlehre und Ideen zur Gliederung der politischen Gemeinschaft. Allerdings wich er in wichtigen Punkten von aristotelischen Lehrmeinungen ab. Für die Abstützung der Thesen des Defensor pacis waren die ergiebigsten aristotelischen Schriften die Politik und die Nikomachische Ethik. Überdies zog Marsilius auch mittelalterliche Kommentare zur Politik heran. Andere Werke des Aristoteles zitierte er seltener. Wichtige Impulse erhielt er auch von Cicero, dessen Schrift De officiis sein Pflichtenverständnis prägte. Insbesondere berief er sich auf Ciceros Grundsatz, dass die Ungerechtigkeit nicht nur in unrechtem Handeln bestehe, sondern auch im Unterlassen des Widerstands gegen Unrecht, das anderen angetan werde. Damit begründete er seinen Kampf gegen das Papsttum. Sonstige antike Klassiker wie Sallust und Seneca konsultierte er nur gelegentlich.
Sehr häufig berief sich Marsilius auf Bibelstellen, bei deren Auslegung er das wörtliche Verständnis den allegorischen Deutungsweisen vorzog. Auch auf Äußerungen der Kirchenväter nahm er oft Bezug. Seine Geschichtskenntnisse verdankte er hauptsächlich dem Chronicon pontificum et imperatorum Martins von Troppau, einer Papst- und Kaisergeschichte des späten 13. Jahrhunderts, die im Spätmittelalter ein gängiges Nachschlagewerk war. Allerdings misstraute er der Darstellung Martins, da er ihn für einen voreingenommenen Anhänger der päpstlichen Doktrin hielt.
Stark umstritten ist die Frage, inwieweit Ideen des hochmittelalterlichen arabischen Aristoteles-Interpreten Averroes und der nach ihm benannten Strömung, des Averroismus, auf den Paduaner Gelehrten einwirkten. Sowohl sein Lehrer Pietro d’Abano als auch sein Freund und Mitstreiter Johannes von Jandun waren Averroisten. Die von Marsilius vorgenommene scharfe Trennung zwischen den nicht einsichtig begründbaren Inhalten der göttlichen Offenbarung und den Erkenntnissen der menschlichen Vernunft stammt aus dem Gedankengut dieser Richtung. Ein kleineres Indiz für averroistische Gesinnung ist die Bezeichnung des Aristoteles als „göttlich“, mit der im Defensor pacis die Autorität des antiken Lehrmeisters unterstrichen wird. Allerdings war ein Großteil der politischen Philosophie des Averroes der lateinischsprachigen Gelehrtenwelt im 14. Jahrhundert noch nicht bekannt. Die früher verbreitete Vorstellung, Marsilius sei ein typischer Vertreter des „politischen Averroismus“, ist von der neueren Forschung aufgegeben worden.
Wichtige Impulse erhielt Marsilius vom Rechtsverständnis der „Legisten“, der mittelalterlichen Juristen, die das römische Recht auslegten. Der Grundsatz, dass die Gesetze ihre bindende Kraft der Zustimmung des Volkes verdanken, war bereits im spätantiken Corpus iuris civilis verankert und wurde im Mittelalter von den Legisten aufgegriffen.

### Politischer Kontext
Bei der Ausarbeitung seiner Konzepte verwertete Marsilius neben einer Fülle von historischem Material auch Erfahrungen seiner eigenen Zeit. Leidenschaftlich engagierte er sich für die Sache Ludwigs des Bayern in dessen Kampf gegen Papst Johannes XXII. Vor diesem Hintergrund beurteilte er die jahrhundertelange Geschichte der Auseinandersetzungen und Bündnisse zwischen staatlichen und kirchlichen Machthabern. Anregungen bot ihm dabei die französische Kirchenpolitik der letzten Jahrzehnte. Der seit 1294 energisch hervortretende Gallikanismus, das französische Streben nach nationalkirchlicher Autonomie und Eindämmung der päpstlichen Macht, kam seinen Bestrebungen entgegen. In seiner Jugendzeit hatte Marsilius den dramatischen Kampf zwischen dem gallikanisch gesinnten König Philipp IV. von Frankreich und dem schroff auf seinem Machtanspruch beharrenden Papst Bonifatius VIII. miterlebt. Im Defensor pacis lobte er Philipp als ruhmreichen katholischen König, der sich einem päpstlichen Übergriff widersetzt habe. Dabei ging es um die Bulle Unam sanctam, in der Bonifatius VIII. seinen universalen Herrschaftsanspruch scharf formuliert und als verbindliche Glaubenslehre verkündet hatte. Diese Bulle war in Frankreich auf entschiedenen Widerspruch gestoßen. Für Marsilius war sie ein besonders extremer Ausdruck einer ungeheuerlichen Anmaßung.
Spöttisch kommentierte der Paduaner das Einlenken der Kurie gegenüber Philipp IV. nach dem Tod des 1303 gestorbenen Bonifatius. Er erinnerte an den Verlauf des Konflikts: Zuerst habe Bonifatius die Doktrin von Unam sanctam zu einem Dogma gemacht, dessen Wahrheit kein Christ bezweifeln dürfe. Er habe behauptet, dass jeder, der nicht daran glaube, sein ewiges Seelenheil einbüße. Später sei die Kurie aber unter dem nachgiebigen Papst Clemens V. von ihrer eigenen Lehre abgewichen, indem sie den König von Frankreich und dessen Untertanen von der Verpflichtung, an das Dogma zu glauben, ausgenommen habe. Diesem Monarchen habe Clemens aus Angst eine autonome Sonderstellung zugestanden, gegenüber den anderen Regenten jedoch an seinem Anspruch auf Oberherrschaft festgehalten. Mit dieser offensichtlichen Inkonsequenz habe er das Papsttum lächerlich gemacht.
Marsilius pries Kaiser Heinrich VII., der unter allen Herrschern einzigartig herausrage, und schmähte Papst Clemens V., der die Frechheit besessen habe zu behaupten, Heinrich sei ihm durch einen Treueid verpflichtet.
Eine Schwierigkeit bestand für den Staatstheoretiker darin, dass er einerseits bei der Beurteilung der Kämpfe zwischen weltlicher und geistlicher Gewalt stets für die säkulare Seite eintrat, andererseits aber kein in jeder Hinsicht loyaler Parteigänger der Herrscher sein konnte. Seine Kritik an der Erbmonarchie konnte an den Höfen kaum Beifall finden, und seine Forderung nach Kontrolle der Regenten durch das Volk oder dessen mandatierte Repräsentanten widersprach den Interessen der Machthaber und der gängigen Regierungspraxis. Diese Ambivalenz seiner Position zeigte sich unter anderem darin, dass er Philipp IV. zwar für den Kampf gegen den Papst lobte, aber eine innenpolitische Entscheidung dieses Königs als rechtswidrig angriff. Es handelte sich um eine Sondersteuer, die Philipp wegen des Krieges in Flandern eigenmächtig eingeführt hatte. Marsilius befand, das Königreich sei durch diesen ungesetzlichen Schritt ins Wanken geraten. Drohend bemerkte er, schon viele Herrscher seien wegen mangelnder Bindung an Gesetze zugrunde gegangen. Tatsächlich hatte heftiger Widerstand Philipp IV. zur Rücknahme der finanziellen Maßnahme gezwungen, und der Vorgang hatte seinem Ansehen geschadet.
Schwer zu beantworten ist die Frage, inwieweit Marsilius Monarchen wie Heinrich VII. oder Ludwig den Bayern als vom Volkswillen legitimierte Staatslenker betrachten konnte, ohne damit stillschweigend auf die strengen Anforderungen des Defensor pacis zu verzichten. Möglicherweise änderte er im Lauf der Zeit seine Position im Sinne einer stärkeren Akzeptanz des Faktischen und geringeren Gewichtung der Volksrechte, denn sein vorrangiges Ziel war der Kampf gegen das Papsttum. Jedenfalls fand er sich bereit, in den Kurfürsten, die den König wählten, rechtmäßige Repräsentanten des Volkes zu sehen, und forderte Gehorsam gegenüber der jeweiligen Regierung. Dieser Pragmatismus ließ sein Ideal der Volksmacht in den Hintergrund treten. Die Legitimierung des Kurfürstenkollegiums war im Rahmen seiner Doktrin nur durch die Annahme fiktiver Delegationsakte möglich.
Einen wichtigen Teil des zeitgenössischen politischen Hintergrunds bilden die kommunalen Institutionen der italienischen Städte. Für das Regierungskonzept des Defensor pacis eignete sich die Heimatstadt des Autors in verschiedener Hinsicht als Vorbild. In Padua fungierte traditionell der „Größere Rat“ (concilium maius), der aus tausend Bürgern bestand, als gesetzgebende Körperschaft. Das Amt des Podestà, des vom Größeren Rat gewählten Leiters der Stadtverwaltung, entsprach ungefähr der Stellung, die Marsilius dem „regierenden Bestandteil“ seines Idealstaats zuwies. Der Podestà war strikt an die Rechtsnormen (statuta) gebunden und rechenschaftspflichtig. Um dem Amtsmissbrauch vorzubeugen, beschränkten die Paduaner die Amtszeit des Podestà auf ein Jahr und untersagten eine Wiederwahl vor Ablauf von fünf Jahren. Allerdings gehörte diese Staatsordnung in Padua bereits der Vergangenheit an, als der Defensor pacis entstand, denn 1318 war unter dem Druck äußerer Bedrohung eine Signoria, ein Alleinherrschaftsmodell, eingeführt worden.
Der Titel des Defensor pacis stammt wohl aus diesem Kontext, denn die Bewahrung oder „Verteidigung“ des „friedlichen“ oder „ruhigen“ Zustands in der Bürgerschaft galt in italienischen Republiken als zentrales Staatsziel. „Frieden“ (status pacificus) war ein weiter Begriff, der nicht nur die Abwesenheit von Unruhen und Bürgerkrieg bedeutete. Man verstand darunter auch Rechtssicherheit, die Wahrung der politischen Ordnung und die aus solcher Stabilität resultierende Prosperität.
Auch die militant antiklerikale Haltung des Marsilius hatte einen lokalgeschichtlichen Hintergrund. Die Immunität des Klerus gegenüber der städtischen Gerichtsbarkeit hatte in Padua zu einer Vielzahl von Verbrechen der Geistlichen geführt. Dieser Übelstand hatte schließlich eine heftige Gegenreaktion der Bürgerschaft ausgelöst, welche die Abschaffung anstößiger klerikaler Privilegien im Justizwesen zur Folge hatte. In dieser Angelegenheit konnte sich Marsilius somit als Wortführer seiner Mitbürger betrachten.

### Innovative Aspekte
Die Originalität der politischen Theorie des Marsilius besteht zum Teil darin, dass er außergewöhnlich konsequent mit manchen traditionellen Vorstellungen brach, hauptsächlich aber darin, dass er verstreute Ideen seiner Vorläufer unter einem leitenden Gesichtspunkt vereinte, zu einem kohärenten Konzept zusammenfügte und daraus umwälzende Konsequenzen ableitete. Der größte Teil seines Gedankenguts lässt sich zumindest ansatzweise schon in älterer Literatur finden. Neu war die Weiterführung der Ansätze und die Bündelung der Anstöße in einem Reformprojekt, das seit Jahrhunderten etablierte Denkweisen und soziale Strukturen in Frage stellte. Eine Umwälzung von großer Tragweite war die Loslösung der Philosophie von der Theologie, die Marsilius vornahm, indem er einerseits die völlige Untauglichkeit der Philosophie zur Lösung theologischer Probleme feststellte, andererseits aber befand, die Philosophen hätten die notwendigen Bedingungen des irdischen Daseins und eines guten Lebens praktisch vollständig begriffen. Damit wies er der Philosophie die Zuständigkeit für eine wissenschaftlich begründete Lösung konkreter Lebensfragen zu, der Theologie die Klärung von Glaubensfragen.

#### Vorstellung vom Ursprung der politischen Gemeinschaft
Eine signifikante Abweichung des Defensor pacis von den zuvor dominierenden Lehren zeigt sich bei der Darstellung der Entstehung der ersten politischen Gemeinschaften. Nach der Vorstellung des Aristoteles und der ihm folgenden antiken und mittelalterlichen Tradition standen am Anfang Gründungsakte von Stadtstaaten. Dabei habe jeweils ein einzelner Weiser die Initiative ergriffen, eine Polis gegründet und ihr eine Verfassung gegeben. Man ging davon aus, dass dieser Anführer den dafür erforderlichen Zwang dank seiner Autorität ausüben konnte. Damit folgte die Staatstheorie den gängigen Gründungsmythen der einzelnen Städte. Marsilius hingegen fasste einen anderen Aspekt ins Auge, eine frühere Phase der politischen Gemeinschaftsbildung: die Regelung des Zusammenlebens in der ersten dörflichen Gemeinschaft. Diesen Schritt hielt er für die Frucht kollektiver Überlegung und Einsicht: Die Ordnung der gemeinsamen Belange durch Normen sei von einer Gruppe kluger Männer initiiert worden, und dann hätten sich die beteiligten Familienväter im Konsens freiwillig entschieden, den Vorschlag umzusetzen. Nach diesem Modell hatten die ersten Regulierungen einen vertragsähnlichen Charakter; sie sollten der Willkür, die zu Kampf und Auflösung der Gemeinschaft geführt hätte, vorbeugen. Mit Führungsaufgaben und Streitschlichtung sei ein Dorfältester (senior) betraut worden. Ganz neu war diese Hypothese nicht, denn von einer ursprünglich konsensualen Gemeinschaftsbildung waren schon die Scholastiker Johannes Quidort († 1306) und Johannes Duns Scotus († 1308) ausgegangen. Sie leiteten aber im Gegensatz zu Marsilius die Legitimität staatlicher Machtausübung nicht aus einem andauernden Konsens der Regierenden und Regierten ab, sondern aus dem Naturrecht oder dem göttlichen Gesetz. Marsilius verwarf die Vorstellung, dass ein in der Natur der Vernunft gegründetes Naturrecht vom Gesetzgeber „gefunden“ wird. Aus seiner Sicht wird das Recht nicht einer transzendenten oder naturgegebenen Rechtsquelle entnommen, sondern von der politischen Gemeinschaft gesetzt. Diese Position wird in der Forschung oft als Rechtspositivismus bezeichnet, doch ist die Frage, ob dieser Begriff dem Rechtsverständnis des Marsilius angemessen ist, umstritten.
Ein wichtiger Unterschied zur aristotelischen Tradition besteht auch in der Lehre vom ursprünglichen Antrieb zur Bildung gesellschaftlicher Verbände. Aristoteles und die Aristoteliker betonten die Bedeutung des Impulses zur Vergesellschaftung, der dem Menschen als einem von Natur aus sozialen, zur Staatenbildung bestimmten Wesen (zoon politikon) angeboren sei. Marsilius hingegen sah den Grund der Gemeinschaftsbildung nicht in einem sozialen Bedürfnis, sondern in der biologischen Bedürftigkeit des von Natur aus nackten und wehrlosen Menschen. Dieser habe nur durch das Zusammenwirken in größeren Gruppen die Fertigkeiten ausbilden und praktizieren können, die er benötigte, um sich trotz seiner Hinfälligkeit und Verletzlichkeit in einer gefährlichen Umwelt durchzusetzen.

#### Zweck von Staat und Regierung
Marsilius’ Auffassung vom Zweck des Staates unterscheidet sich stark von der einschlägigen aristotelischen Doktrin, an der sich die spätmittelalterlichen Magister zu orientieren pflegten. Dies zeigt sich unter anderem in seinem abweichenden Verständnis der ständischen Ordnung. Die aristotelische Tradition betonte den qualitativen Unterschied zwischen höheren und niederen Ständen und damit den von Natur aus hierarchischen Charakter der sozialen Gliederung. Sie wies den Ständen unterschiedliche Daseinszwecke und infolgedessen verschiedenen Wert zu. Den höchsten Zweck des Staates sah sie darin, einer wissenschaftlich ausgebildeten Elite das Glück eines der Forschung und Kontemplation gewidmeten Lebens zu ermöglichen. Demgegenüber legte sich Marsilius nicht auf ein bestimmtes Lebensideal als Staatsziel fest und gab nicht dem Wohlergehen eines einzelnen Standes den Vorrang. Vielmehr bestand für ihn der Zweck der staatlichen Gemeinschaft in der Gewährleistung befriedigender Lebensumstände für alle Bürger. Damit meinte er Rechtssicherheit und Wohlstand als Voraussetzungen eines geglückten Lebens. Statt der hierarchischen Gesellschaftsstruktur betonte er die enge Verbindung und gegenseitige Abhängigkeit der Stände.
Außerdem unterscheidet sich das Konzept des Marsilius vom herkömmlichen Staatsdenken antiken Ursprungs auch darin, dass der Paduaner die Zuständigkeit der Regierung auf die Wahrung der materiellen Interessen der Bürger beschränkte und ihr nicht die Aufgabe zuwies, das Volk moralisch zu erziehen. Er übernahm auch nicht die Forderung des Aristoteles, der Gesetzgeber habe gezielt die Freundschaft unter den Bürgern zu fördern, um den Zusammenhalt der Gesellschaft zu stärken. Diese Zurückhaltung gegenüber der Privatsphäre, der Verzicht auf eine Hierarchie der Werte und die herausgehobene Rolle des Nützlichkeitsgesichtspunkts verleihen der vorgeschlagenen Staatsordnung einen funktionalen Charakter.

#### Bewertungskriterien in der Staatstheorie
Eine wesentliche Besonderheit der Lehre des Marsilius ist sein Maßstab bei der Bewertung von Verfassungen und Regierungen. Er übernahm das traditionelle aristotelische Schema der drei „guten“ Regierungsformen – königliche Monarchie, Aristokratie und „Politie“ (funktionsfähige Volksherrschaft) – und ihrer drei „schlechten“ Abwandlungen – tyrannische Monarchie, Oligarchie und „Demokratie“ –, wobei unter „Demokratie“ eine Pöbelherrschaft als Verfallsform der Volksherrschaft verstanden wurde. Als Bewertungskriterium diente den Aristotelikern die Orientierung der herrschenden Instanz am Gemeinwohl. Im Gegensatz zur aristotelischen Tradition wählte Marsilius aber nicht die gute oder schlechte Gesinnung der jeweils Herrschenden als Maßstab. Stattdessen machte er den Bürgerkonsens zum schlechthin entscheidenden oder zumindest wichtigsten Kriterium für die Tauglichkeit einer Verfassung. Mehr als die Beschaffenheit einer Staatsordnung zählte für ihn das Verfahren, nach dem sie zustande kommt und bei Bedarf geändert wird. Nach dem herkömmlichen Verständnis kam es nur darauf an, die optimalen Gesetze zu finden und sie dann auf welchem Weg auch immer einzuführen und den oder die Tüchtigsten an die Macht zu bringen. Marsilius hingegen hielt gerade die Vorgehensweise bei der Gesetzgebung und den Modus der Regierungseinsetzung für das Wesentlichste. Damit vollzog er einen grundlegenden Perspektivenwechsel. Demgemäß bevorzugte er ein mangelhaftes, aber von der Bürgerschaft gebilligtes Gesetz gegenüber einem besseren, aber von einer eigenmächtig handelnden Instanz eingeführten.
Ein wichtiges Kriterium für die Beurteilung einer Regierung war für Marsilius die uneingeschränkte Herrschaft des Gesetzes, auf die er größten Wert legte. Dabei wich er von der aristotelischen Tradition ab, indem er jede Alternative prinzipiell ausschloss. Aristoteles hatte die Frage erörtert, ob es in der Bürgerschaft eine Person oder Gruppe geben könne, die alle anderen Bürger so überrage, dass es angebracht sei, ihr absolute Macht einzuräumen und ihren Willen als Gesetz zu betrachten. Dies hielt Aristoteles für unwahrscheinlich, aber grundsätzlich möglich. Er meinte, die Entscheidungen einer solchen idealen Regierung seien der Befolgung geschriebener Gesetze überlegen. Marsilius widersprach, denn er war der Überzeugung, jeder Mensch unterliege dem Einfluss schädlicher Leidenschaften und daher dürfe prinzipiell niemand über dem Gesetz stehen. Zusätzlich machte er geltend, dass sich in einem Modell mit absoluter Macht auch bei einer idealen Regierung das Nachfolgeproblem stelle.
Innovativ war die Bestimmung der Qualifikationsmerkmale eines guten Herrschers. Nach dem Defensor pacis benötigt ein guter Herrscher nur zwei Tugenden: Klugheit und eine „moralische Tüchtigkeit“, die sich hauptsächlich als Gerechtigkeit und Sinn für Ausgewogenheit oder Fairness (equitas) zeigt. Diese beiden Tugenden sollen die unvermeidliche Unzulänglichkeit der Gesetzgebung, die nicht jeden Einzelfall angemessen regeln kann, kompensieren und die nötige Flexibilität in der Regierungspraxis ermöglichen. Damit verzichtete Marsilius auf das herkömmliche Ideal eines absolut vorbildlichen, mit sämtlichen Tugenden ausgestatteten Herrschers. So beugte er dem päpstlichen Anspruch vor, die Kirche habe nach der Wahl eines römisch-deutschen Königs dessen moralische Qualifikation zu prüfen und könne dann ihre Einwilligung zu seinem Herrschaftsantritt oder zur Kaiserkrönung verweigern. Im marsilianischen Staatsmodell ist es nicht erforderlich, dass der Herrscher die Bürger an Tugend weit überragt. Die Tugend interessiert nicht als persönliche Charaktereigenschaft, sondern nur unter dem Gesichtspunkt ihres konkreten Nutzens für die Allgemeinheit.

#### Sonderrechte als Ursache von Zwietracht und Unheil
Eine grundlegende Neuerung des Marsilius war seine Abkehr von der aristotelischen Lehrmeinung, der zufolge die Zerrüttung der Gemeinwesen in erster Linie auf den Antagonismus zwischen Wohlhabenden und Armen zurückzuführen ist. Der Paduaner behauptete, in den christlichen Staaten sei das Grundübel das kirchliche Machtstreben. Die verheerende Zwietracht sei eine Folge der Ausstattung des Klerus – vor allem der Päpste – mit Sonderrechten, und das Unheil sei planmäßig im Lauf der Jahrhunderte durch Machenschaften der Kurie, die eine konstant böswillige Politik getrieben habe, herbeigeführt worden. Die Existenz eines eigenständigen kirchlichen Machtzentrums im Staat habe die unbedingt erforderliche einheitliche Lenkung des Gemeinwesens untergraben. Marsilius sah seine Hauptleistung darin, dass er diese bisher verborgene generelle Ursache des Unglücks der Staaten aufgedeckt habe. Kirchenkritik war zwar im Spätmittelalter sehr verbreitet, doch die Einführung einer derart schonungslosen Systemanalyse in den staatstheoretischen Diskurs stellte einen revolutionierenden Ansatz dar. Hinzu kamen die umstürzenden Folgerungen, die daraus gezogen wurden. Ganz einzigartig war die Forderung einer vollständigen Aufhebung der kirchlichen Strafgewalt.
Als spezielle Folge ergab sich aus dem neuen Ansatz eine fundamentale Kritik an den Grundlagen der Kanonistik. Marsilius zitierte zwar die Dekretalensammlung des Pseudoisidor, ein kanonistisches Standardwerk, doch er argumentierte nicht im Rahmen der kirchenrechtlichen Prämissen. Da er Grundvoraussetzungen des geltenden Kirchenrechts ablehnte, billigte er der Kanonistik nicht den Rang einer Wissenschaft zu.
Einerseits lehnte Marsilius einen privilegierten Sonderstatus der Geistlichkeit im Staat konsequent ab, andererseits erstrebte er aber keine Lösung im Sinne einer Trennung von Staat und Kirche, vielmehr hielt er an der damals selbstverständlichen starken Verflechtung staatlicher und kirchlicher Belange fest. Dies hatte zur Folge, dass im marsilianischen Staatsmodell dem Gesetzgeber und der Regierung auch Funktionen zufielen, die das Innenleben der Kirche betrafen. Im römisch-deutschen Reich musste das auf eine sehr starke Stellung des Königs gegenüber der Kirche hinauslaufen, wie sie Ludwig der Bayer auf seinem Italienzug beanspruchte. Daher wird das Konzept des Marsilius in der Forschung mitunter als Caesaropapismus bezeichnet. Von diesem unterscheidet es sich allerdings durch das Fehlen einer sakralen Überhöhung des Herrschers.

#### Bürgerschaft und ihr „gewichtigerer Teil“
Marsilius legte fest, dass bei fehlender Einhelligkeit der „gewichtigere Teil“ (valencior pars) der Bürgerschaft die Entscheidungen zu fällen habe. Den Begriff übernahm er aus der lateinischen Übersetzung der Politik des Aristoteles, doch er übertrug ihn in einen mittelalterlichen Kontext. Die Frage, wie sich der Staatstheoretiker die Umsetzung dieses Prinzips in der politischen Praxis vorstellte, ist ein intensiv diskutiertes Forschungsthema, über das bisher keine Einigkeit erzielt worden ist. Eine Deutungsrichtung setzt den gewichtigeren Teil einfach mit der jeweiligen Mehrheit gleich, eine andere macht geltend, es handle sich nicht um ein reines Mehrheitsprinzip, vielmehr weise der Begriff auch einen qualitativen Aspekt im Sinne von „wertmäßig gewichtiger“ auf und lasse eine Berücksichtigung von Kompetenzunterschieden zu. Nach einer anderen Interpretation ist unter dem gewichtigeren Teil ein Kollegium zu verstehen, dem die Bürgerschaft ein Mandat erteilt hat. Jedenfalls verzichtete Marsilius auf den Versuch, dieser komplexen Problematik mit einer universellen starren Regel beizukommen. Er wollte nur allgemeine Grundsätze vorgeben und die konkrete Ausgestaltung den einzelnen Ländern und Bürgerschaften überlassen.
Das schon von Aristoteles erörterte Problem der Demagogie und der destruktiven Tendenzen im herrschenden Volk, die das Staatswohl gefährden, war Marsilius bekannt. Dazu bemerkte er mit Berufung auf Aristoteles, der Staat könne nur fortbestehen, wenn der Teil der Bürgerschaft, der dies wolle, stärker sei als der zerstörerische. Diesbezüglich war er aber sehr optimistisch, denn er glaubte, dass die breite Menge immer ihren Frieden und Wohlstand bewahren wolle. Daher sei zu erwarten, dass sich das Volk stets mehrheitlich für die Bewahrung einer guten Verfassung entscheiden werde. Die menschliche Natur sei auf das Förderliche ausgerichtet und lasse nicht zu, dass ein Staatsvolk mehrheitlich einer selbstzerstörerischen Neigung zum Opfer falle. Somit überwiege der verfassungstreue Teil der Stimmbürger immer quantitativ gegenüber dem umstürzlerischen und destruktiven.
Zudem war Marsilius überzeugt, dass die Kompetenz von Kollektiven dank der Summierung der Beiträge ihrer Mitglieder generell größer sei als die der einzelnen Individuen, aus denen sie bestehen. Diese „Summierungsthese“ zugunsten der kollektiven Intelligenz hatte schon Aristoteles aufgestellt, aber er hatte daraus nicht so weitreichende Folgerungen abgeleitet wie der Paduaner. Für den griechischen Denker war die Summierungsthese nur für eine relativ gebildete Schicht sicher gültig; er bezweifelte die kollektive Intelligenz der Bauern und Handwerker. Die ungebildete Masse, die Mehrheit der Menschen, hielt er für schlecht. Außerdem wollte er die Summierungsthese zwar auf Wahlen anwenden, nicht jedoch auf die Gesetzgebung, von der er die Menge ausschloss. In diesen wichtigen Punkten wich Marsilius von der aristotelischen Tradition ab. Er traute den Menschen, deren Leben auf manueller Arbeit beruht, mehr Vernunft zu als der antike Philosoph und billigte ihnen daher nicht nur das Stimmrecht zu, sondern betrachtete sie auch als Teil des mit legislativer Gewalt ausgestatteten Volkes. Bei der Begründung der Überlegenheit von umfassenden Kollektiven gegenüber kleineren Gruppen oder einzelnen Individuen argumentierte Marsilius mit dem allgemeinen Grundsatz, ein Ganzes sei immer jedem seiner Teile überlegen. Daher übertreffe die Urteilskraft der Gesamtheit der Bürger diejenige einzelner Gruppen oder Personen.
Von einer modernen repräsentativen Demokratie unterscheidet sich das Konzept des Defensor pacis dadurch, dass alle Körperschaften, denen das Volk als Gesetzgeber bestimmte Aufgaben überträgt, strikt weisungsgebunden sein sollen. In einem nach Marsilius’ Vorstellungen eingerichteten Idealstaat fungieren gewählte Körperschaften im Gesetzgebungsprozess nur als Instrumente der stimmberechtigten Bürgerschaft. Sie sind nicht wie ein modernes Parlament zu eigenen Ermessensentscheidungen befugt. Wenn die Bürgerschaft ihr Vorrecht, letztinstanzlich über die Gesetzgebung zu entscheiden, an Repräsentanten delegiert, ist aus der Sicht des Paduaners bereits ein Verfall im Gang, der zur Zerstörung der Freiheit führt. Gemäß dieser Auffassung betrachtet er die aktive Beteiligung am politischen Meinungsbildungs- und Entscheidungsprozess in erster Linie als Pflicht jedes Bürgers und nicht als bloßes Recht.

#### Umgang mit Autoritäten
Eine außergewöhnliche Unbefangenheit zeigte Marsilius im Umgang mit den Schriften der Kirchenväter. Die offensichtlichen Widersprüche zwischen ihren Behauptungen waren den mittelalterlichen Gelehrten zwar nicht entgangen, doch pflegte man die Gegensätze als nur scheinbar hinzustellen, und die Scholastiker bemühten sich sie aufzulösen. Marsilius hingegen sah darin einen Beweis für die generelle menschliche Irrtumsanfälligkeit, von der auch höchstrangige Autoritäten wie der heilige Augustinus nicht verschont seien. Daher verwarf er die Ansichten der angesehensten Heiligen – darunter Bernhard von Clairvaux – bedenkenlos, wenn sie mit seiner Bibelauslegung unvereinbar waren.

## Rezeption

### Mittelalter
Wilhelm von Ockham setzte sich in den 1340er Jahren im dritten Teil seines Dialogus kritisch mit Thesen des Marsilius auseinander, wobei er einzelne Argumente barsch als töricht oder absurd zurückwies. Er zitierte den Defensor pacis wörtlich, ohne jemals den Namen des Autors zu nennen. Ockham verteidigte die Führungsrolle des Apostels Petrus und der Päpste in der Gesamtkirche.
In Spätmittelalter fanden von den Werken des Marsilius nur der Defensor pacis und De translatione imperii einige Beachtung, die übrigen waren fast gänzlich verschollen. Der anonym überlieferte Defensor minor ist in einer einzigen Handschrift erhalten geblieben.

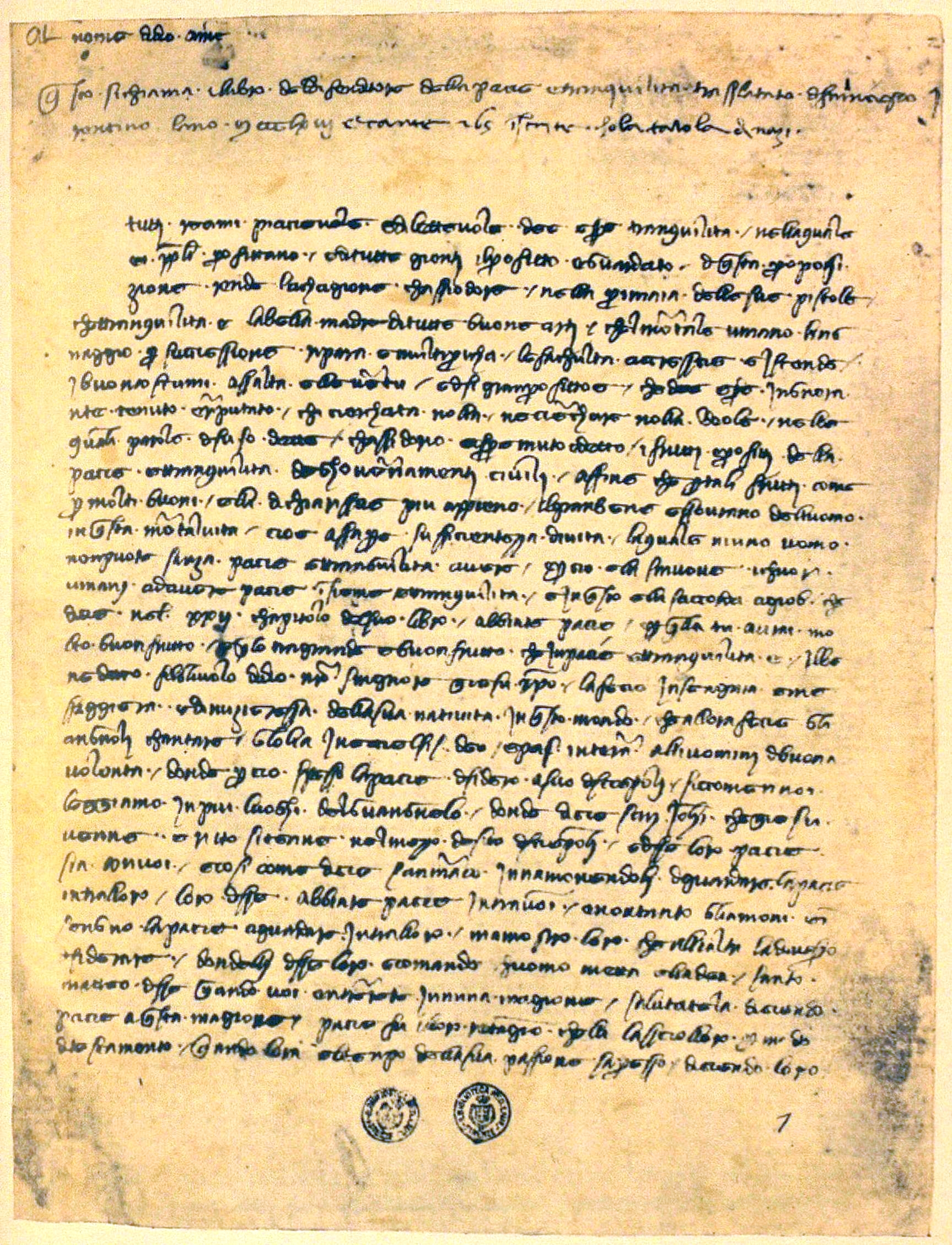
Der Anfang der italienischen Übersetzung des Defensor pacis in der 1363 geschriebenen Handschrift Florenz, Biblioteca Medicea Laurenziana, Plut. 44.26, fol. 1r

Eine heute verlorene französische Übersetzung des Defensor pacis diente als Grundlage für eine 1363 in Florenz angefertigte italienische. Von dieser ist nur ein einziger Textzeuge bekannt, während der lateinische Text, der in einem Teil der handschriftlichen Überlieferung mit Zusätzen und Korrekturen des Autors versehen ist, in insgesamt 36 Handschriften vorliegt, die größtenteils aus dem späten 14. und dem 15. Jahrhundert stammen. Das päpstliche Verdammungsurteil hemmte die Verbreitung, und die antiklerikale Position des Autors beeinträchtigte die Verwertbarkeit im Rahmen innerkirchlicher Konflikte. Im zweiten und dritten Viertel des 14. Jahrhunderts war es schwierig, sich ein Exemplar zu verschaffen. Um 1350 teilte der Gelehrte Konrad von Megenberg mit, dass es ihm trotz größter Anstrengungen nicht gelungen sei, das Buch zu besorgen. Dies hinderte ihn aber nicht daran, sich polemisch mit Marsilius auseinanderzusetzen. Auch mehrere Autoren von Stellungnahmen zugunsten der Kurie griffen den Defensor pacis an, ohne den Originaltext, dessen Lektüre verboten war, zu kennen. Ihnen genügte die Kenntnis von sechs herausgegriffenen Thesen, die kirchlicherseits als Irrlehren angeprangert wurden.
Im Jahr 1375 wurde an der Pariser Universität monatelang vergeblich nach einem anonymen Gelehrten gefahndet, der die „häretische“ Schrift des Paduaners ins Französische übersetzt hatte. Alle Angehörigen der theologischen Fakultät mussten unter Eid aussagen, ob ihnen etwas darüber bekannt war. Am französischen Königshof hingegen fand das antikuriale Gedankengut Anklang: Der Pariser königliche Rat Évrart de Trémaugon fügte Passagen des Defensor pacis in seinen 1376 vollendeten staatstheoretischen Dialog Somnium Viridarii ein, der in der französischen Fassung Le Songe du Vergier beträchtliche Verbreitung erlangte. Dieses Werk entstand im Auftrag König Karls V., der den Inhalt wahrscheinlich billigte.
Das große Abendländische Schisma (1378–1417) und die Reformkonzilien des 15. Jahrhunderts erzeugten ein neues Interesse an den Ideen des Marsilius. Im Rahmen der Auseinandersetzungen um den Konziliarismus, die Lehre vom Vorrang eines allgemeinen Konzils gegenüber dem Papst, konnte die Argumentation des Paduaners verwertet werden. Da er aber als Häretiker galt und zudem die Erbmonarchie kritisiert hatte, wurde sein Gedankengut nur zögerlich rezipiert und teils verworfen. Auch konziliaristische und reformfreudige Kreise wahrten Distanz. Unter den Konziliaristen trat Johannes Gerson als Gegner von Marsilius’ Kirchenverständnis hervor, während sich Dietrich von Nieheim auf ihn als „großen Theologen“ berief, aber es dabei nicht wagte, den Namen des exkommunizierten Kirchenkritikers zu nennen. Nikolaus von Kues übernahm 1433/34 in seiner Schrift De concordantia catholica, die er aus einer konziliaristischen Perspektive schrieb, zahlreiche Textstellen aus dem Defensor pacis, wobei er die Quelle verschwieg; er nannte Marsilius nur dort, wo er ihn kritisierte. Welches Ausmaß der Einfluss des Defensor pacis im 15. Jahrhundert hatte, ist schwer zu bestimmen, da man solche Quellen oft verwendete, ohne sie anzugeben.

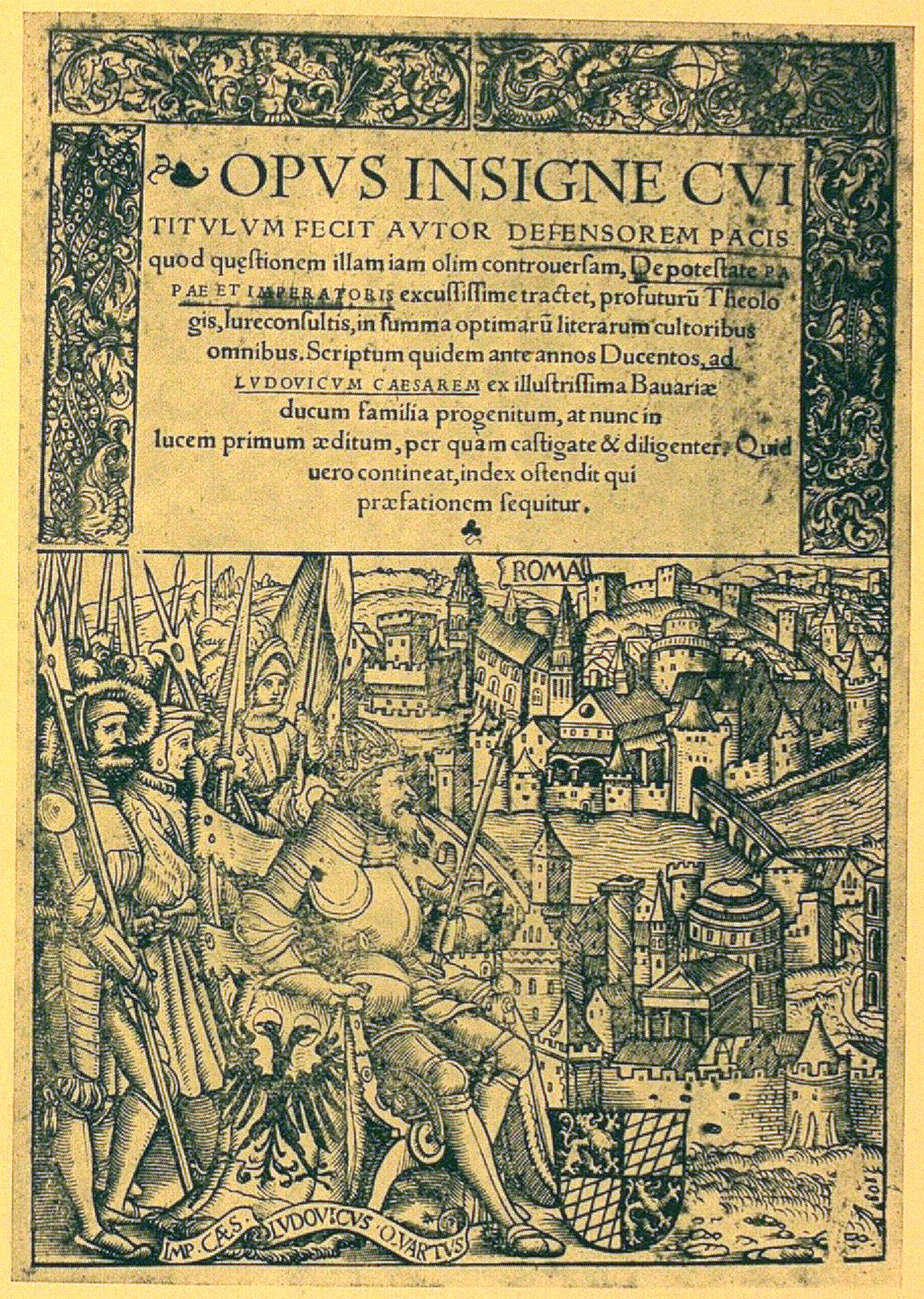
Das Titelblatt der 1522 in Basel erschienenen Erstausgabe des Defensor pacis

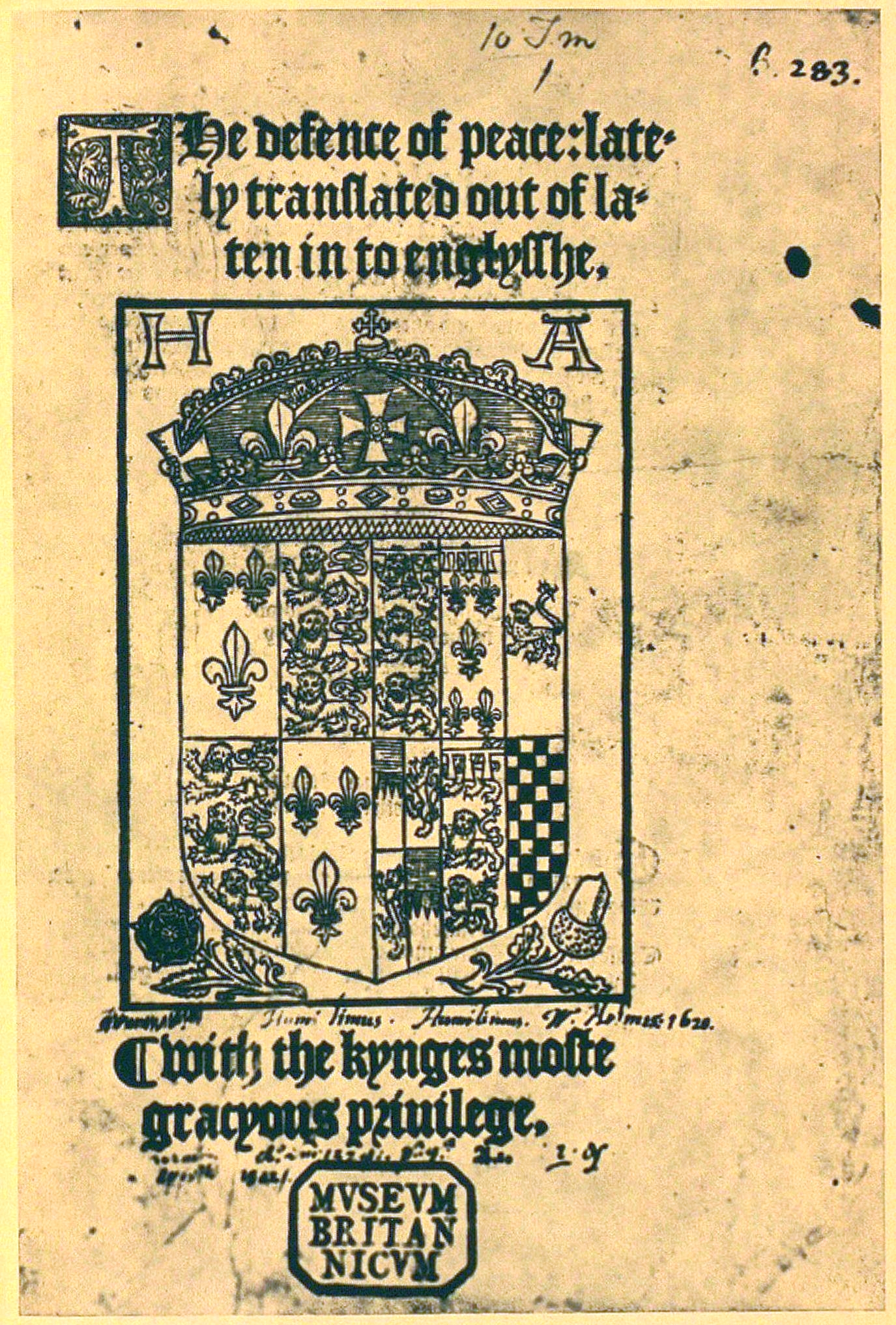
Das Titelblatt der 1535 in London erschienenen englischen Übersetzung des Defensor pacis

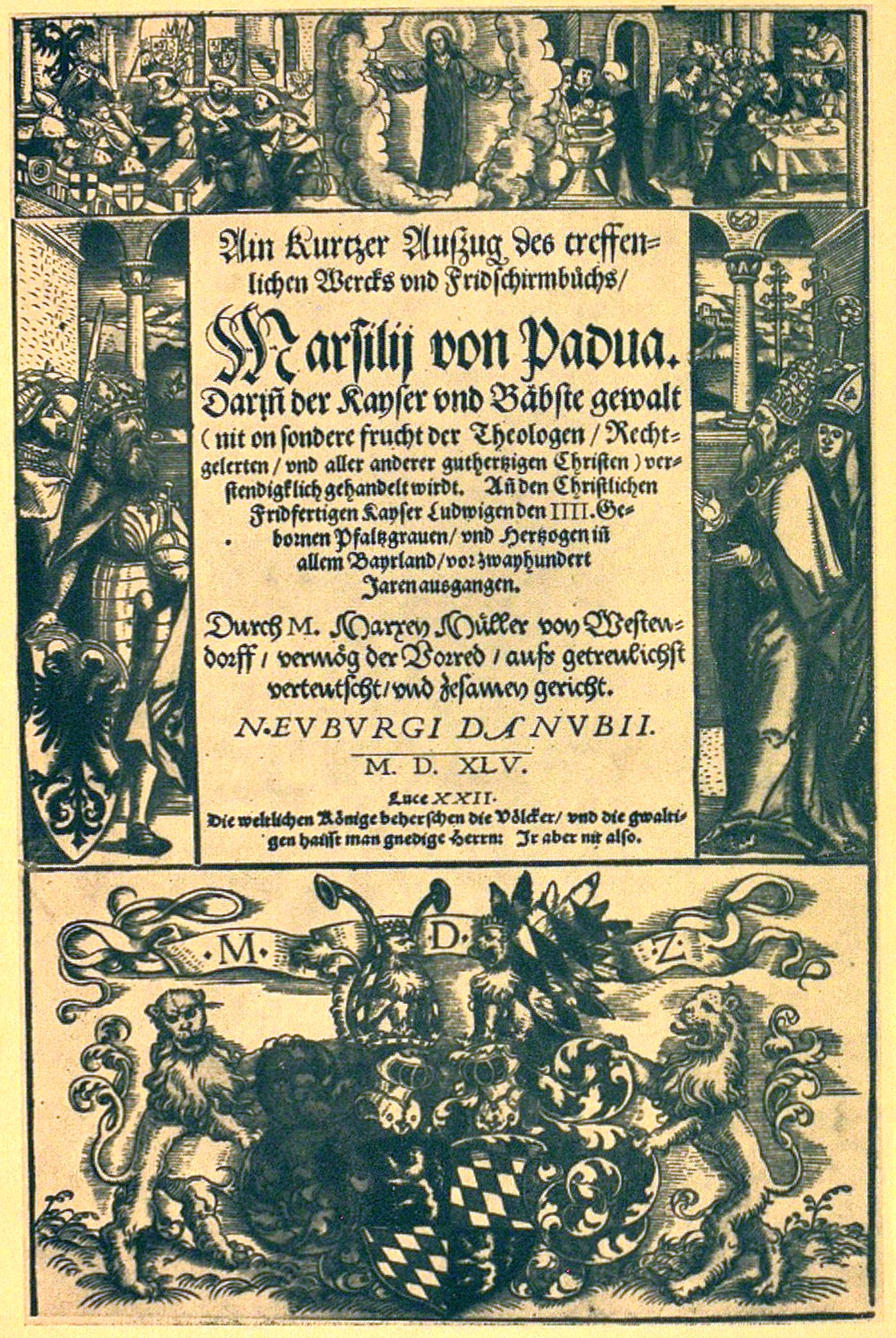
Das Titelblatt der 1545 in Neuburg an der Donau gedruckten deutschen Teilübersetzung des Defensor pacis

Verteidiger der herkömmlichen kirchlichen Verhältnisse versuchten ihre Gegner zu diskreditieren, indem sie ihnen unterstellten, häretische Lehren des Marsilius zu vertreten. Als Papst Gregor XI. im Jahr 1377 Thesen John Wyclifs verurteilte, behauptete er, der missliebige Reformer propagiere das antiklerikale Gedankengut des Defensor pacis. Der Theologe Juan de Torquemada, der vehement für den Papstprimat eintrat, versuchte die Konziliaristen in Verruf zu bringen, indem er in seiner 1453 vollendeten Summa de ecclesia den Vorwurf erhob, das Konzil von Basel habe mit seinen Beschlüssen die Auffassung des Marsilius und Ockhams umgesetzt.

### Frühe Neuzeit
Im 16. Jahrhundert griffen Protestanten die papstfeindliche Argumentation des Marsilius auf. Schon bevor die Reformation in Basel eingeführt wurde, erschien dort 1522 die Erstausgabe des Defensor pacis in der Druckerei von Valentin Curio. Die Mitwirkenden, darunter der Verfasser der Einleitung, zogen die Anonymität vor oder versteckten sich hinter Pseudonymen. Beteiligt waren die namhaften Humanisten Beatus Rhenanus, Konrad Pellikan und Hermann von dem Busche, die künstlerische Ausstattung steuerte der Maler Hans Holbein der Jüngere bei. Die späteren Ausgaben des 16. und 17. Jahrhunderts wurden im reformierten Raum herausgebracht, meist in Frankfurt am Main.
Die Erstausgabe von De translatione imperii erschien 1555 in Basel. Ihr Herausgeber, der lutherische Publizist Matthias Flacius Illyricus, würdigte Marsilius im folgenden Jahr ausführlich in seinem Catalogus testium veritatis. Der Späthumanist Melchior Goldast nahm 1614 den Defensor pacis und De translatione imperii in seine Quellensammlung Monarchia Sancti Romani Imperii auf, die starke Verbreitung fand. In diesem Sammelwerk publizierte Goldast auch das eherechtliche Gutachten des Marsilius.
Im katholischen Raum galt Marsilius als Vorläufer der Reformation. Albertus Pighius (Albert Pigge) widmete eines der fünf Bücher seiner 1538 gedruckten Abhandlung Hierarchiae ecclesiasticae assertio der Widerlegung der Lehren des Paduaners. Verteidiger des Katholizismus wie Pighius behaupteten, Martin Luther habe sich vom Defensor pacis inspirieren lassen. In Wirklichkeit gibt es dafür keinen Beleg; Luther erwähnte Marsilius nie, und es ist unklar, ob er das Hauptwerk des mittelalterlichen Staatstheoretikers kannte. Ab dem Zeitalter der Gegenreformation war den Katholiken die Lektüre des Defensor pacis untersagt, er wurde ab 1559 im Index der verbotenen Bücher aufgeführt. In der katholischen Polemik gegen die Reformation wurde Marsilius oft als Urheber von Irrlehren genannt, die von den Protestanten aufgegriffen worden seien. Ein entschiedener Gegner war der Philosoph Tommaso Campanella († 1639), dessen theokratische Utopie das radikale Gegenteil des im Defensor pacis propagierten Staatswesens war. Beachtung fanden die marsilianischen Ideen zum Verhältnis von Staat und Kirche im 16. und frühen 17. Jahrhundert in gallikanisch gesinnten Kreisen des französischen Katholizismus. Der katholische Jurist Heinrich Canisius reagierte 1600 auf die Erstausgabe der drei eherechtlichen Texte des Marsilius, die 1598 von Marquard Freher in Heidelberg herausgebracht worden war, mit einer Widerlegungsschrift, die sich auch gegen Ockhams Gutachten zur Maultasch-Affäre richtete.
In England lieferte das Hauptwerk des Marsilius den Anhängern der Reformation Munition. Der Drucker und Übersetzer William Marshall fertigte für Thomas Cromwell eine englische Übersetzung an, die 1535 in London erschien. Im Vorjahr hatte König Heinrich VIII. den Bruch mit der römischen Kirche vollzogen. Aus der Sicht seines Hofes war die Polemik des Paduaners gegen das Papsttum hilfreich. Allerdings musste die englische Fassung inhaltlich überarbeitet werden, damit die Ausführungen über die Herrscherwahl und die Rechte des Volkes nicht als Beeinträchtigung der königlichen Macht erschienen. Daher identifizierte Marshall den „gewichtigeren Teil“ des Volkes mit dem Parlament und ließ den Vorrang der vom Volk beauftragten Legislative vor dem Herrscher weg. Ein verstärktes Interesse an Marsilius machte sich dann im Kontext der religiösen Konflikte unter Königin Elisabeth I. (1558–1603) und ihren Nachfolgern aus dem Haus Stuart bemerkbar. Man schätzte den mittelalterlichen Denker als Wortführer des Widerstands gegen päpstliche Anmaßungen und als Befürworter einer Unterordnung der Kirche unter die Staatsmacht, wie sie in England seit der Reformation praktiziert wurde. Zu den Autoren, die sich in diesem Sinne äußerten, zählten John Foxe († 1587) und Richard Baxter (1615–1691).
Im deutschen Sprachraum wurde das Gedankengut des Defensor pacis einem breiteren Lesepublikum teilweise zugänglich gemacht, als im Jahr 1545 in Neuburg an der Donau eine stark gekürzte, teils paraphrasierende deutsche Fassung erschien. Der Auftraggeber war der lutherische Pfalzgraf Ottheinrich. Der einflussreiche lutherische Staatsrechtler Dietrich Reinkingk zitierte Marsilius ausgiebig in seinem 1619 publizierten Hauptwerk Tractatus de regimine seculari et ecclesiastico, das in der Folgezeit zu einem maßgeblichen Lehrbuch des Reichsstaatsrechts wurde. Dadurch machten Generationen von lutherischen Juristen mit Ideen des Marsilius Bekanntschaft.
In den Niederlanden verwertete Hugo Grotius in seiner 1613 veröffentlichten theologisch-politischen Schrift Ordinum Hollandiae ac Westfrisiae pietas und in der 1617 vollendeten Abhandlung De imperio summarum potestatum circa sacra Überlegungen des Marsilius zum Verhältnis zwischen Staat und Kirche.
Ein Einfluss des Paduaners auf Johannes Calvin ist nicht nachweisbar, doch fanden seine Ideen bei dem namhaften calvinistischen Monarchomachen François Hotman Anklang. Hotman verwendete De translatione imperii in seiner Abhandlung Francogallia (1573) und den Defensor pacis in der Streitschrift Brutum fulmen (1585). Der Staatsmann, calvinistische Theologe und Hugenottenführer Philippe Duplessis-Mornay (1549–1623) war ein Bewunderer des Marsilius und erhielt von dessen Hauptwerk bedeutende Anregungen.
Gegen die Mitte des 17. Jahrhunderts ließ das Interesse an der Staatstheorie des Marsilius stark nach, im 18. Jahrhundert fand sein Œuvre wenig Beachtung.

### Moderne
Die moderne Geschichtswissenschaft bringt Marsilius starkes Interesse entgegen. Besondere Aufmerksamkeit richtet sich auf seine Pionierrolle im Entstehungsprozess des Prinzips der Volkssouveränität und auf seine für damalige Verhältnisse utopische Doktrin des säkularisierten Staates. Die philosophiegeschichtlichen Diskussionen drehen sich vor allem um das Spannungsverhältnis zwischen Verwurzelung im mittelalterlichen scholastischen Denken und Willen zum Traditionsbruch. Ein zentrales Thema ist die Frage nach der Originalität der von Marsilius vorgelegten Staatstheorie. Zahlreiche Historiker haben ihn als kühnen Wegbereiter neuzeitlicher Errungenschaften dargestellt. Die anhaltende intensive Untersuchung seiner Lehren hat jedoch auch zu vorsichtigeren Einschätzungen seines innovativen Potenzials geführt. In der Forschung verläuft die Trennlinie zwischen einer Richtung, die seine Einbettung in das spätmittelalterliche Umfeld hervorhebt, und einer, die ihn als seiner Zeit vorauseilenden Neuerer würdigt und als revolutionären Vorläufer neuzeitlicher Staatstheoretiker mit diesen in eine Reihe stellt. Die Forscher, die seine Eigenleistung hoch veranschlagen, spenden ihm dafür oft großes, teils überschwängliches Lob. Vertreter der Gegenmeinung warnen vor unhistorischer Idealisierung aus der Perspektive heutiger Bewertungskriterien.

#### Forschungsdebatten bis zur Mitte des 20. Jahrhunderts
Im 19. und frühen 20. Jahrhundert dominierte in der Marsilius-Forschung die Begeisterung über den Urheber zukunftsträchtiger Ideen, den Pionier, in dem moderne Beurteiler einen Geistesverwandten erblicken konnten. Diese Betrachtungsweise wurde von Kritikern angegriffen, prägte aber in weiten Kreisen dauerhaft den Diskurs. Unter den Historikern, die das zukunftsweisende Potenzial der neuen Staatstheorie betonten, waren sowohl Marsilius-Spezialisten als auch viele Verfasser von ideengeschichtlichen Nachschlagewerken. Herbert Brook Workman (1911) und Raymond G. Gettell (1924) nannten das Hauptwerk des Paduaners die originellste politische Abhandlung des Mittelalters. Ephraim Emerton stellte 1920 fest, der Defensor pacis sei oft als das bemerkenswerteste literarische Produkt des Mittelalters bezeichnet worden, und er selbst neige dazu, sich diesem Urteil anzuschließen. Harold Laski schrieb 1936 in der Cambridge Medieval History, in der gesamten mittelalterlichen Philosophiegeschichte sei kaum ein Denker zu finden, der einen tieferen Einblick in die Bedingungen menschlicher Gemeinschaftsbildung gewonnen habe als Marsilius.
Vertreter dieser Deutungsrichtung hoben hervor, dass Marsilius grundlegende neuzeitliche Ideen vorweggenommen habe. Sigmund Riezler bemerkte 1874: „Vielleicht ist nie ein Geist seiner Zeit weiter vorangeeilt als dieser Italiener.“ Nach der Einschätzung von Emil Albert Friedberg (1874) könnte man das System, das der „kühnste Denker“ des 14. Jahrhunderts konstruiert hat, für ein Werk des 16. Jahrhunderts halten. Reginald Lane Poole (1920) meinte, der Defensor pacis enthalte bereits alles Wesentliche der politischen und religiösen Theoriebildung, die das neuzeitliche Denken charakterisiere und vom mittelalterlichen unterscheide; daher könne man den Autor rückblickend als Propheten bezeichnen. Auch Charles William Previté-Orton (1923) beschrieb Marsilius als Propheten; erst seit der Französischen Revolution hätten seine Theorien allgemeine Zustimmung gefunden. Verbreitet war die Ansicht, der Paduaner habe ein Konzept der repräsentativen Demokratie entwickelt.
In diesem Sinne wurde Marsilius oft als Vorläufer einzelner neuzeitlicher Philosophen oder Theologen dargestellt, ohne dass geklärt werden konnte, ob sein Gedankengut diesen Personen tatsächlich bekannt war und sie beeinflusste oder ob nur aus systematischer Sicht manche Übereinstimmungen und Ähnlichkeiten festzustellen sind. So wurde auf beträchtliche Gemeinsamkeiten mit Lehren von Niccolò Machiavelli, Martin Luther, Jean Bodin, Richard Hooker, Thomas Hobbes, John Locke, Montesquieu und Jean-Jacques Rousseau hingewiesen, sowie allgemein auf die Vorwegnahme von Ideen der Reformatoren, der Französischen Revolution sowie der Sozialisten des 19. Jahrhunderts.
Manche Urteile von Historikern zeigen, wie sich die Deutung des Defensor pacis im Kontext politischer und weltanschaulicher Auseinandersetzungen der Moderne auswirkte. Im späten 19. Jahrhundert stellten Friedrich von Bezold (1876) und Carl von Noorden (1884) Bismarcks Kulturkampf als moderne Version von Marsilius’ Einsatz gegen die politische Macht der Kirche dar. Eine 1882 publizierte Marsilius-Monographie von Baldassere Labanca spiegelt die antiklerikale Stoßrichtung im italienischen Kirchenkonflikt nach dem Sieg des Risorgimento. Hier erscheint der mittelalterliche Philosoph als Theoretiker des allgemeinen Wahlrechts, der dem Volk das Recht zugesprochen habe, sich sowohl mit dem Staat als auch mit der Kirche gleichzusetzen. Der antimarxistische Soziologe Pitirim Sorokin befand 1928, Marsilius habe die Ideologientheorie von Karl Marx vorweggenommen. Er habe die Rolle der Religion und den Widerspruch zwischen der objektiven Realität und deren verzerrter Spiegelung in Glaubenslehren und Ideologien quasi materialistisch interpretiert. Georges de Lagarde stellte vor dem Hintergrund des modernen französischen Laizismus den Defensor pacis als frühes Manifest der laizistischen Gesinnung dar, mit dem die Kurie demaskiert worden sei. Johannes Haller beschrieb 1929 Marsilius als abstrakten Theoretiker, der „im Leben gescheitert“ sei. Die Idee, den Zweck des Staates im Frieden zu sehen, sei weltfremd, denn die Wirklichkeit zeige „in allen Ländern und zu allen Zeiten den Kampf als das Element des öffentlichen Lebens“. Als Motiv für den Konflikt mit Johannes XXII. machte Haller einen „Haß des Patrioten gegen den Feind seines Vaterlands“ aus. Letztere Einschätzung teilten Gelehrte im faschistischen Italien: Die Juristische Fakultät der Universität Padua brachte 1942 anlässlich des 600. Todesjahres des Marsilius einen Sammelband heraus, in dem er in mehreren Beiträgen als italienischer Patriot dargestellt wurde. Im nationalsozialistischen Deutschland galt der mittelalterliche Papstgegner als Urheber eines Impulses, den die nationalsozialistische Kirchenpolitik aufgegriffen und verwirklicht habe.
Einen Sonderfall der Beleuchtung unter modernen Gesichtspunkten stellt der Totalitarismusdiskurs in den dreißiger und vierziger Jahren des 20. Jahrhunderts dar. In Charakterisierungen aus dieser Zeit erscheint Marsilius teils als Wegbereiter des Widerstands gegen den „päpstlichen Totalitarismus“, teils wird er selbst als totalitärer Staatsphilosoph bezeichnet.
In der ersten Hälfte des 20. Jahrhunderts artikulierte sich aber auch Widerspruch gegen die Darstellung des spätmittelalterlichen Scholastikers als quasi neuzeitlich oder „modern“ und als Vorläufer späterer Umwälzungen. Die Kritiker protestierten gegen die Übertragung moderner Ideen, Begriffe und Wertungen auf die Verhältnisse des 14. Jahrhunderts. Charles H. McIlwain (1932) äußerte die Ansicht, die meisten Irrtümer bei der Interpretation des Defensor pacis seien darauf zurückzuführen, dass man in den Text eine ihm fremde Bedeutung hineintrage. Weder Demokratie noch Mehrheitsherrschaft noch Gewaltenteilung gehöre zum Inhalt des Werks. Robert W. Carlyle und Alexander J. Carlyle (1936) meinten, Marsilius habe keineswegs eine neue und revolutionäre demokratische Doktrin geschaffen, vielmehr habe er sich auf traditionelle Grundsätze gestützt.

#### Marxistischer Diskurs
Aus marxistischer Sicht wurde Marsilius als Denker wahrgenommen, der seiner Zeit weit voraus gewesen sei. Hermann Ley (1971) befand, die Forderungen des Defensor pacis seien bereits über die von der Reformation gestellten und erreichten Ziele hinausgegangen. Das Verhältnis von Staat und Kirche sei radikaler behandelt, „als die siegreiche bürgerliche Gesellschaft es später gestalten wird“. Allerdings bemerkte Ernst Bloch (1977), die Lehre des Defensor pacis sei „wesentlich eine Ideologie des Fürstentums gegenüber dem Papst“ gewesen.

#### Neuere Beiträge zur Deutung der Staatstheorie
In den Forschungsdebatten seit der Mitte des 20. Jahrhunderts bildet weiterhin die Gewichtung der traditionell-mittelalterlichen und der auf die Neuzeit vorausweisenden Aspekte der marsilianischen Staatstheorie ein zentrales, kontrovers diskutiertes Thema. Die Sichtweise der Richtung, die das Neuartige betont, ist in einer 1951 erschienenen wegweisenden Monographie von Alan Gewirth zusammenfassend dargelegt. Gewirth sieht eine revolutionierende Neuerung darin, dass Marsilius darauf verzichtet habe, herrschaftlichen Zwang theologisch oder metaphysisch zu begründen und sich auf absolute normative Werte zu berufen. Er habe moralischen und religiösen Werten nur noch dann politische Relevanz zugebilligt, wenn sie Ziele der natürlichen Bedürfnisse aller Menschen oder Mittel zur Erreichung solcher Ziele sind. Die Möglichkeit eines Konflikts zwischen Mehrheitsbeschlüssen und moralischen Geboten habe er ausgeschlossen, der Volkswille sei bei ihm die allein maßgebliche Instanz. Ein weiteres Merkmal seines Denkens sei die zentrale Rolle des Sicherheitsbedürfnisses der Bürger, dessen Befriedigung er zum vorrangigen Staatsziel erhoben habe. Mit dieser für das Bürgertum charakteristischen Einstellung sei Marsilius der erste konsequente Theoretiker des bürgerlichen Staates geworden. Zustimmung fand Gewirths Interpretation u. a. bei Horst Kusch (1958).
Bis zur Gegenwart sind viele weitere Stimmen laut geworden, die das innovative Element in den Vordergrund stellen. Für Mario Grignaschi (1955) besteht die Originalität des Defensor pacis hauptsächlich in der Vertragstheorie, die dort entwickelt worden sei. Peter Graf Kielmansegg (1977) befindet, der Paduaner habe die „Emanzipation der Vernunft“ radikal zu Ende getrieben. Die Modernität seines Gedankengebäudes sei frappierend. Bei ihm begegne man zum ersten Mal in der mittelalterlichen Geistesgeschichte dem Versuch, „ein vollständiges Modell der Organisation des menschlichen Zusammenlebens nicht als Interpretation einer vorgegebenen Ordnung, sondern als systematische Konstruktion des menschlichen Geistes zu entwerfen“. Dolf Sternberger (1985) sieht die „ganze große Leistung“ des Marsilius darin, dass er als Erster „den Sprung von der Stadt zum Reich gewagt“ habe. Er habe das Reich nach Art der Stadt aufgefasst, beschrieben und rekonstruiert; gewissermaßen habe er das Reich „aufgefordert, eine Art Stadt zu sein“. Nach der Bilanz von Jürgen Miethke (1989) besteht die Besonderheit des spätmittelalterlichen Denkers zum einen in der Unabhängigkeit seines Urteils und zum anderen darin, dass er „viele verschiedene Ingredienzien eigenständig und konsequent, jeweils die Traditionen überbietend und umwandelnd zu einer geschlossenen und mitreißenden Theorie zusammenzufassen und zu steigern vermochte“. Seine radikale Umkehrung der päpstlichen Thesen lasse seine Schrift bisweilen als „bestürzend modern“ erscheinen. Kurt Flasch (2013) konstatiert, der Paduaner habe ein umstürzend neues Bild von Staat und Gesellschaft gezeichnet und die Beziehungen von Staat und Kirche revolutioniert. Man habe ihn zum Vorläufer erklärt, statt anhand seines Textes die gängige Vorstellung vom frühen 14. Jahrhundert zu revidieren. Otfried Höffe (2016) würdigt Marsilius als den Schöpfer der ersten Staatstheorie, die in einem umfassenden Sinn modernen Charakter habe. Besonders nachdrücklich betont Thomas Leinkauf (2017) die Originalität der neuen Lehre. Er bezeichnet den Defensor pacis als einen „Haupttext nicht nur der mittelalterlichen Politikdiskussion, sondern der europäischen politischen Theorie überhaupt“ und hebt die „ungewöhnliche mentale Unabhängigkeit“ des Marsilius hervor. Kein anderer Autor seit Aristoteles und den antiken Stoikern habe die rein natürlichen Bedingungen des Menschen jenseits von Religion und Ethik in so direkter Form zum Entstehungsgrund des Staates gemacht. Mit seiner Auffassung vom individuellen religiösen Sein des Einzelnen unabhängig von jeder „kirchlich-klerikalen Bevormundung“ habe er die Position der Reformatoren vorweggenommen. Weitere Forscher, die den neuartigen Charakter des Konzepts und die Vorläuferrolle betonen, sind Carlo Pincin (1967), Otto Prinz (1976), Antonio Toscano (1981), Marino Damiata (1983), Vasileios Syros (2012) und Pier Paolo Portinaro (2013).
Gegen das vorherrschende Bild vom revolutionierenden Neuansatz protestieren jedoch einige Historiker, die keinen gravierenden Traditionsbruch sehen. Sie betonen die Kontinuität und die Einbettung in die Welt der spätmittelalterlichen scholastischen Aristoteles-Rezeption und halten die Vorstellung, dass Marsilius seiner Zeit voraus gewesen sei, für irrig. Es wird geltend gemacht, sein Werk sei nur eine Synthese von bereits vor ihm geäußerten Gedanken. Dezidiert vertreten diese Sichtweise Jeannine Quillet (1970), Hasso Hofmann (1974) und George Garnett (2006).
Andere Forscher sprechen dem Defensor pacis zwar eine innovative Qualität nicht ab, warnen aber vor der Verwendung einer anachronistischen Terminologie und halten manche Vergleiche mit neuzeitlichen Denkern und Strömungen für fragwürdig. Besonders umstritten ist dabei der Begriff „Volkssouveränität“. Gegen die „modernisierenden“ Begriffe und Interpretationen nimmt Hermann Segall mit großer Schärfe Stellung, wobei er die Auffassung von Gewirth und Kusch heftig angreift. Cary J. Nederman (1995) meint, Marsilius habe innovative Ideen vorgebracht, aber sie in einer konventionellen Sprache und Argumentation dargelegt. Außerdem habe er seinen Diskurs der Denkweise des jeweiligen Zielpublikums angepasst. Im Gegensatz zum modernen Liberalismus, der nur von individuellen Interessen ausgehe, sei sein Konzept darauf ausgerichtet, sowohl das Individuum als auch die Gemeinschaft zu stärken. Ähnlich urteilt Bernardo Bayona Aznar (2007): Mit seinem Eintreten für die Autonomie der weltlichen Gewalt sei Marsilius in gewisser Hinsicht ein „moderner“ Denker, doch seine Problemstellung und Argumentationsweise sei traditionell, und er habe keinen Laizismus im heutigen Sinn und kein Ideal individueller Freiheit im Sinne des Liberalismus vertreten. Weitere Beurteiler, die eine Deutung der marsilianischen Lehre als Modernisierung des Denkens und die Beschreibung als Vorläufer zwar für begrenzt zulässig halten, aber dabei auf gewichtige Einschränkungen Wert legen, sind Arthur P. Monahan (1987), Henning Ottmann (2004), Ernst-Wolfgang Böckenförde (2006) und Didier Ottaviani (2018).
Große Meinungsverschiedenheiten bestehen hinsichtlich des „Republikanismus“, der traditionell als eines der zukunftsweisenden Hauptmerkmale der Staatstheorie des Marsilius gilt. Im zweiten Teil des Defensor pacis und vor allem im Defensor minor zeigt sich ein ausgeprägtes Bedürfnis des Autors nach einer starken, von einer schlagkräftigen Exekutive gelenkten Staatsmacht, die über die nötigen Mittel verfügt, um den klerikalen Gegnern effizient entgegenzutreten. Einem Herrscher wie Ludwig dem Bayern wird zugebilligt, diesbezüglich im Sinne des Volkswillens und des Gemeinwohls zu handeln. Demgegenüber tritt die Forderung nach einem expliziten Volksmandat und öffentlicher Kontrolle der Herrschaft in den Hintergrund. Aus diesem Befund folgern einige Forscher, vor allem Jeannine Quillet in ihrer 1970 veröffentlichten Marsilius-Monographie, in Wirklichkeit sei Marsilius kein Republikaner gewesen, sondern ein Propagandist der Wiederherstellung einer glanzvollen, uneingeschränkten Kaisermacht. Die Vertreter dieser Richtung betonen die Anknüpfung an Gedankengut des Staatsrechts der antiken römischen Kaiserzeit, ihre Deutung wird daher die „romanistische“ genannt. Völlig anderer Meinung sind u. a. Nicolai Rubinstein (1965), Quentin Skinner (1978) und Alan Gewirth (1979). Sie heben das unveräußerliche Recht des Volkes auf Einsetzung der Regierung und Kontrolle der Regierungsmacht als zentralen Aspekt des marsilianischen Staatsmodells hervor. Mary Elizabeth Sullivan (2010) weist darauf hin, dass der Paduaner die Argumente für die Demokratie, die in der Politik des Aristoteles erörtert und verworfen werden, im Gegensatz zu dem antiken Philosophen als valid dargestellt habe. Daher sei er durchaus als Demokrat zu betrachten, wenngleich er sich nicht so habe bezeichnen wollen. Kurt Flasch (2013) meint, Marsilius habe zwar den Fürsten benötigt, aber seine republikanischen Wertvorstellungen nie aufgegeben. Auch Thomas Leinkauf (2017) ist der Ansicht, Marsilius habe „in der nicht-monarchischen Staatsform den eigentlich zukunftsweisenden Modus der politischen Selbstorganisation des Menschen“ gesehen. Eine mittlere Position vertreten Autoren wie Cary J. Nederman (2009) und Gianluca Briguglia (2014), die auf die Komplexität von Marsilius’ Ausführungen hinweisen. Der Magister habe nicht geglaubt, dass das Kaisertum den anderen Regierungsformen überlegen sei, wohl aber, dass es mit seinen Zielen gut vereinbar sei. Briguglia würdigt die Fähigkeit des Marsilius, die außerordentliche Komplexität der institutionellen Verhältnisse seiner Zeit zu verstehen und angesichts dieser Herausforderung seine Theorie mit der nötigen Elastizität auszustatten.
Eine Sondermeinung hat Conal Condren vorgetragen. Nach seiner Deutung hatte Marsilius nicht die systematische Ausarbeitung einer kohärenten Staatstheorie im Sinn, sondern nur seinen politischen Kampf gegen das Papsttum, für den er möglichst breite Unterstützung gewinnen wollte. Daher habe er eine klare Festlegung in der heiklen Frage des Verhältnisses zwischen dem Volkswillen und der Herrschermacht bewusst umgangen. Diese Interpretation ist auf Widerspruch gestoßen.
Verschiedentlich wird Marsilius als Nominalist oder vom Nominalismus beeinflusster Philosoph bezeichnet. Dem widerspricht Bernardo Bayona Aznar (2004) in einer eigens dieser Frage gewidmeten Untersuchung.

#### Unterschiedliche Einschätzungen des politischen Gewichts
Über die Bedeutung des Marsilius als Ratgeber des Kaisers nach 1329 gehen die Meinungen auseinander. Es besteht ein Gegensatz zwischen denen, die in ihm einen wichtigen Vordenker, Berater und Impulsgeber im Umkreis Ludwigs des Bayern sehen, und den Skeptikern, die sein politisches Gewicht für gering oder abnehmend halten. Einer Forschungsmeinung zufolge kam es im Lauf der 1330er Jahre zu einer Entfremdung zwischen dem Herrscher und seinem Gast. Dieser habe mit deutschen Ratgebern, die einen Ausgleich mit der Kurie anstrebten, und mit den dissidenten Franziskanern um Ludwigs Gunst rivalisiert und dabei das Nachsehen gehabt. Als Indiz für geringen Einfluss wird angeführt, dass der italienische Gelehrte an Hoftagen und in den publizistischen Auseinandersetzungen mit der Kurie nicht in Erscheinung trat. Michael Menzel (2010) meint, Marsilius habe in München als Verfolgter unter bedrückenden Bedingungen in einem stillen Exil gelebt, ohne Schüler und abgeschnitten vom universitären Milieu. Der oft abwesende Kaiser habe nicht auf ihn gehört; Ludwig habe keineswegs ein Herrscher von Volkes Gnaden sein wollen. Eine ausführliche Begründung der gegenteiligen Ansicht gibt Frank Godthardt (2011). Nach seiner Darstellung ist der Einfluss des Marsilius auf den Kaiser bis 1331 nachweisbar und auch für die folgenden Jahre wahrscheinlich.
Bis ins 21. Jahrhundert dominierte die Lehrmeinung, der zufolge Ludwig die Kaiserkrone aufgrund einer Willensäußerung des römischen Volkes entgegennahm, also gemäß dem von Marsilius propagierten Ideal der Volksherrschaft. Ab den 1980er Jahren wurden aber Zweifel laut, und schließlich konnte Frank Godthardt 2011 zeigen, dass das stadtrömische Volk bei der Kaisererhebung keine konstitutive Funktion besaß. Die Krönung ohne Papst erfolgte aber – so Godthardt – durchaus im Einklang mit den Prinzipien des Marsilius, und die neue Staatstheorie war ein wichtiger Impuls für die Zeremonie. Nach der Einschätzung dieses Historikers war Marsilius auch der geistige Urheber der Begründung für die Absetzung Johannes’ XXII. und spielte bei der Erhebung des Gegenpapstes Nikolaus V. eine maßgebliche Rolle. Godthardts Gesamtbilanz lautet, die Theorie des Paduaners habe „in mehreren Handlungsfeldern und teilweise bestimmend“ auf das politische Handeln Ludwigs des Bayern auf dem Romzug eingewirkt.

## Ausgaben und Übersetzungen
- Colette Jeudy, Jeannine Quillet (Hrsg.): Marsile de Padoue: Œuvres Mineures. Defensor minor, De translatione Imperii. Éditions du CNRS, Paris 1979, ISBN 2-222-01926-5 (kritische Edition mit französischer Übersetzung).
- Jürgen Miethke, Horst Kusch (Hrsg.): Marsilius von Padua: Der Verteidiger des Friedens. Wissenschaftliche Buchgesellschaft, Darmstadt 2017, ISBN 978-3-534-74281-3 (lateinischer Text nach der Ausgabe von Richard Scholz ohne den kritischen Apparat, Übersetzung von Walter Kunzmann und Horst Kusch. Neudruck der Ausgabe von 1958 mit neuer Einleitung von Miethke).
- Cary J. Nederman (Übersetzer): Marsiglio of Padua: Writings on the Empire. Defensor minor and De translatione Imperii. Cambridge University Press, Cambridge 1993, ISBN 0-521-40846-6 (englische Übersetzung).
- Carlo Pincin (Hrsg.): Marsilio da Padova: Defensor pacis nella traduzione in volgare fiorentino del 1363. Einaudi, Turin 1966 (kritische Edition).
- Carlo Pincin: Marsilio. Giappichelli, Turin 1967 (enthält S. 261–283 eine kritische Edition der drei Schriften zum Eherecht).
- Charles William Previté-Orton (Hrsg.): The Defensor Pacis of Marsilius of Padua. Cambridge University Press, Cambridge 1928 (kritische Edition).
- Richard Scholz (Hrsg.): Marsilius von Padua: Defensor Pacis. Hahn, Hannover 1933 (kritische Edition; online).